# Inmigración en México

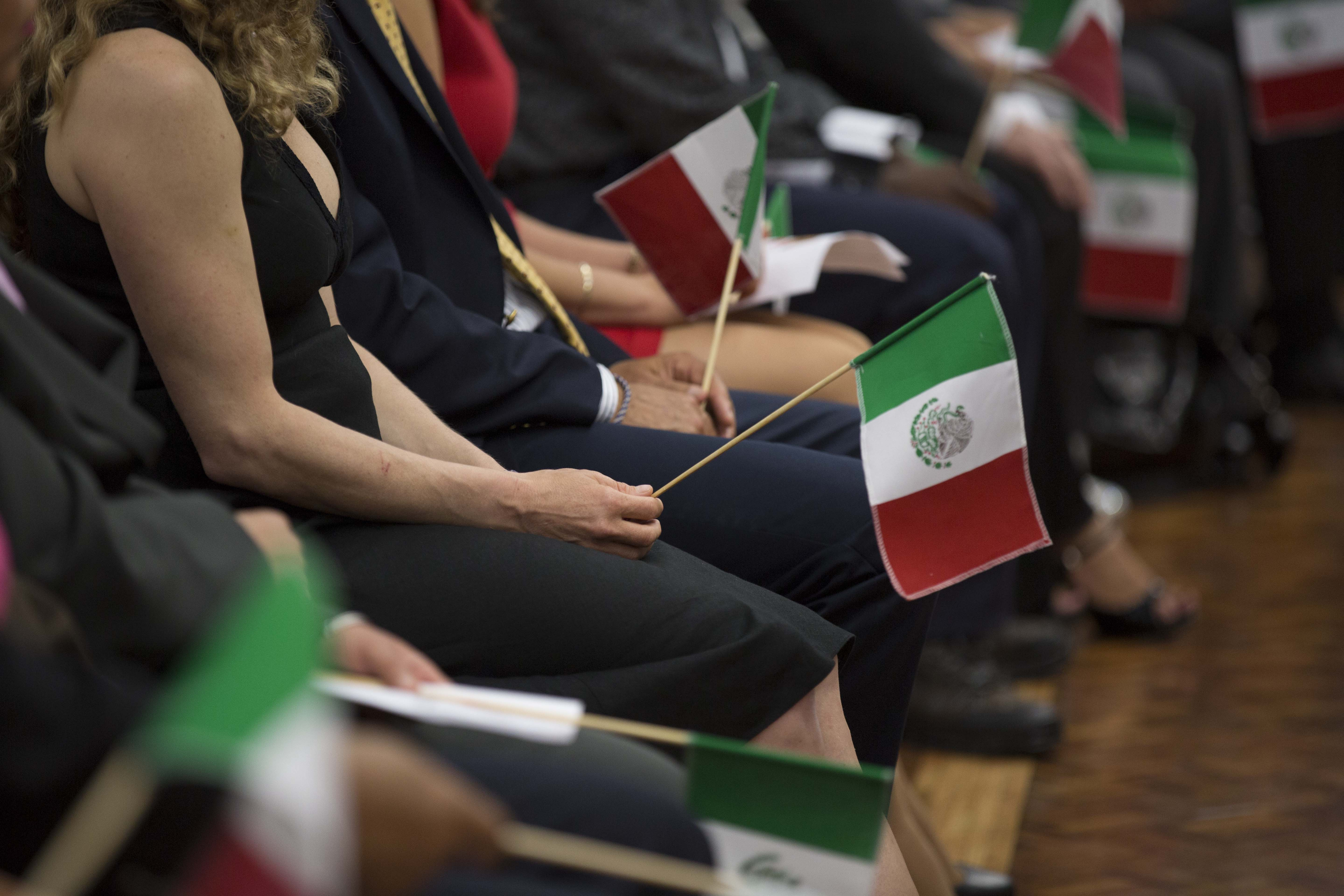
Inmigrantes en ceremonia de Naturalización en Los Pinos.

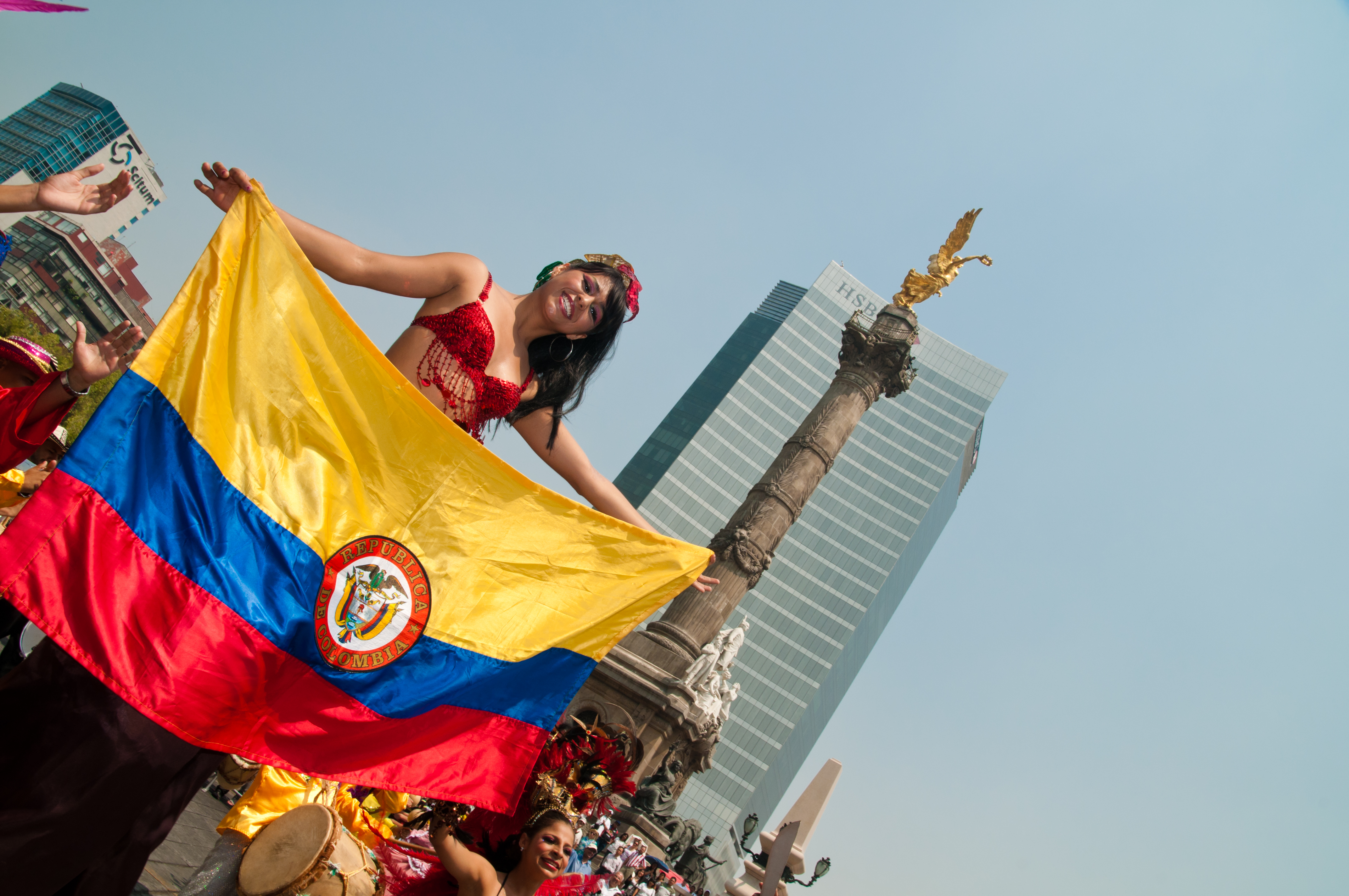
Feria de las Culturas Amigas de la Ciudad de México.

La inmigración a México comenzó en el siglo XIX. Sin embargo, a lo largo de los tres siglos que transcurrieron desde la conquista en el siglo XVI, hasta la guerra de independencia, en los albores del siglo XIX ocurrieron los primeros flujos inmigratorios hacia los territorios que hoy conforman México. En ese período, inmigrantes españoles y de otras naciones llegaron primero como conquistadores, después como misioneros, encomenderos, colonizadores, esclavos y oportunistas. Ese proceso, aunado al desplazamiento y migración internos de la población autóctona, decidieron la dinámica de la gestación de una nueva nación que hoy conocemos como la nación mexicana.
La población del México actual tiene una composición multiétnica basada fundamentalmente en su población mestiza y enriquecida por la presencia de inmigrantes de otras naciones y de quienes resultaron del proceso de mestizaje entre esos grupos. Es tal conjunto al que se refiere el artículo segundo y que explica en detalle el artículo 30 de la Constitución Política de Los Estados Unidos Mexicanos.
Además declara la Constitución que: “Todo hombre tiene derecho para entrar en la República, salir de ella, viajar por su territorio y mudar de residencia, sin necesidad de carta de seguridad, pasaporte, salvo-conducto u otros requisitos semejantes. El ejercicio de este derecho estará subordinado a las facultades de la autoridad judicial, en los casos de responsabilidad criminal o civil, y a las de la autoridad administrativa, por lo que toca a las limitaciones que impongan las leyes sobre emigración, inmigración y salubridad general de la República, o sobre extranjeros perniciosos residentes en el país.” Tanto el artículo 33 como el 9 constitucional limitan a los extranjeros a inmiscuirse en los asuntos políticos del país.
Inclusive el artículo 33 faculta al ejecutivo de hacer abandonar el territorio nacional, inmediatamente y sin necesidad de juicio previo, a todo extranjero cuya permanencia juzgue inconveniente. Pero otorga a los extranjeros las mismas garantías que a los nacionales, por lo que son protegidos por lo establecido en el artículo 4; la igualdad del hombre y la mujer y el 1 que prohíbe toda discriminación motivada por origen étnico o nacional, el género, la edad, las discapacidades, la condición social, las condiciones de salud, la religión, las opiniones, las preferencias, el estado civil o cualquier otra que atente contra la dignidad humana y tenga por objeto anular o menoscabar los derechos y libertades de las personas.
Es importante incluir que el Art. 133 constitucional indica que los tratados internacionales firmados por el presidente y ratificados por el senado, serán ley suprema de toda la unión. Por dicha razón conviene recordar que México es parte de diversos tratados internacionales que protegen diferentes derechos protectores de las personas migrantes, como es el caso de la Convención Interamericana sobre Derechos Humanos que en su artículo 22 establece los derechos de circulación y residencia, estipulando entre otras cosas el derecho de salir libremente de cualquier país inclusive del propio y solo podrá ser restringido mediante leyes para proteger la seguridad nacional, la seguridad o el orden públicos, la moral o la salud públicas o los derechos y libertades de los demás. México es parte de la Convención sobre Trabajadores Migrantes de Naciones Unidas en donde se estipulan ampliamente sus derechos y del corpus iuris de protección de los derechos de las mujeres y las niñas.
La inmigración en México no ha tenido un impacto desbordante entre la población total en comparación con otros países, pero sí ha habido un incremento considerable en la población extranjera desde que México se consolidó como nación independiente. Por la posición geográfica de México y debido a motivos sociales, económicos, climatológicos, culturales y de tránsito se ha dado la permanencia de extranjeros en todo el territorio. El país no ha buscado históricamente la inmigración masiva, sino que ha sido foco de atracción de una inmigración más selectiva a la que se suma una vieja tradición de asilo político por persecución religiosa o ideológica, por lo que en México residen intelectuales, científicos y artistas venidos de otras naciones y que han contribuido en diversos campos científicos y artísticos.
A diario arriban extranjeros a su territorio y deciden quedarse en el país por tiempo indefinido. El Instituto Nacional de Inmigración y el INEGI son las únicas instituciones que recopilan estadísticas oficiales sobre los extranjeros que tienen una estancia legal mayor a seis meses desde que ingresaron al país, sin embargo la difícil situación de control en las fronteras y aduanas nacionales impide tener un conteo exacto de ingreso de extranjeros, su origen y su destino. El 80% de los extranjeros que viven en México provienen de países limítrofes (Estados Unidos y Guatemala), otras comunidades importantes provienen principalmente de naciones hispanohablantes, de las cuales sobresalen las comunidades españolas, colombianas, argentinas, cubanas, venezolanas y hondureñas, el resto de la inmigración proviene de otras naciones no hispanas. En el año 2010 ya no se registraron migraciones predominantemente europeas, asiáticas y africanas como en décadas y siglos anteriores.
México en el siglo XXI, no solo es atractivo por su clima, cultura y el bajo costo de vida para los jubilados de países desarrollados o para aquellos extranjeros que deciden emprender grandes negocios a causa de una numerosa población de consumidores nacionales.

## Historia

### Época Prehispánica
Se han teorizado de que pudieron haber corrientes migratorias en la época prehispánica, siendo tanto contactos interamericanos, como contactos precolombinos con gente del Viejo Mundo.
Se ha postulado que el Imperio Purépecha-Tarasco podría haber tenido un origen relacionado con la migración de sabios y nobles provenientes de las Civilizaciones andinas que escaparon del colapso del Imperio wari en los siglos XIII-XIV, apelando a similitudes con la cultura costa norte y sierra del actual Perú (específicamente de la Cultura moche), como podrían ser: el hallazgo de Spondylus en los entierros, la existencia de Maíz morado, practicar deformaciones craneanas, desarrollar iconografías en las que el dios principal es una entidad solar (Curicaueri) que crea la vida en la tierra y tiene soberanía entre los tres mundos (similar al Inti). Autores que defienden estas hipótesis de vínculos entre quechuas, muchic, aymaras y purepechas-tarascos han sido Stefen Liedtke, Mauricio Swadesh, Cruz Alberto González, entre otros.

"este autor plantea el origen sudamericano de los tarascos, destacando semejanzas con los pueblos andinos"
Pedro Márquez, 2007

### Época Virreinal
La inmigración predominante hacia México después de la conquista española fue la originada en la metrópoli, España, durante todo el Virreinato de la Nueva España y también después de la Independencia de México y hasta los años 1940, por razones tanto políticas como sociales o de similitud cultural. Durante el período colonial también numerosos esclavos, capturados en el África subsahariana, fueron llevados a México. Durante el siglo XIX la inmigración aumentó de variedad y comenzó a incluir a ciudadanos de otros países europeos y asiáticos. También durante el siglo XX México recibió a refugiados políticos de todo el mundo, principalmente a ciudadanos de países latinoamericanos bajo regímenes dictatoriales y reprimidos del franquismo español. A partir de 1990, y en el marco de la globalización y el TLCAN, la inmigración a México ha crecido notablemente, sobre todo desde Estados Unidos, Canadá y países de América Central.
Los primeros europeos que llegaron a la Nueva España (hoy México) fueron soldados y navegantes de Andalucía, extremadura y La Mancha. Más tarde llegaron religiosos valencianos, catalanes, madrileños, leoneses, aragoneses, portugueses, franceses,  y flamencos. En tiempos coloniales, moros, judíos y gitanos burlaban los controles al cambiar sus documentos de identidad para ingresar en las nuevas posesiones españolas, incluyendo la Nueva España, o lo hacían a través de las colonias de otras potencias europeas. A este grupo se les conocía como “llovidos” y su número llegó a ser considerable hacia el siglo XVII. La composición social de dicha inmigración de finales del siglo XVI incluía tanto gente común analfabeta como aristócratas con títulos de condes y marqueses; todos ellos se diseminaron rápidamente por el territorio. Resta señalar que durante toda la existencia de la Nueva España, el número de españoles en sus territorios no fue significativo, a pesar de las devastadoras consecuencias para la población indígena de la epidemias que trajo consigo la inmigración europea y considerando el traslado de esclavos negros y otras poblaciones a la Nueva España. Así, a finales del siglo XVIII, el número de españoles nacidos en España no sobrepasaba el 1% de la población total, frente a un porcentaje de españoles criollos, nacidos en el virreinato de la Nueva España, que era de al menos del 10%.
La población negra ha estado presente desde el periodo colonial de la Nueva España. Los españoles llevaron forzadamente a personas de las etnias mandinga y yoruba, que compraban en los mercados de esclavos y que posteriormente se mezclaron con los indígenas del sur, como el caso de los afromixtecos; en el sistema de castas creado por los españoles, sobre la teoría prerracista denominada ideología de la pureza de la sangre, se creó una casta especial para disminuir los derechos de los descendientes de relaciones sexuales entre indígenas y africanos subsaharianos, a los que se denominó zambos. Los negros que lograron escapar de la esclavitud se refugiaron en las altas montañas y en las costas del sur (cimarrones). Cuando la Corona española conquistó a los filipinos, se estableció una corriente de transporte y comercio entre las Filipinas y Nueva España a través de los puertos de Acapulco y Manzanillo por medio de la llamada Nao de China. Llegaron entonces a México los primeros asiáticos de origen chino, filipino, indonesio y malayo.

### sigloXIX
Tras lograr México la independencia de España, la inmigración hacia México provino esencialmente de Europa, especialmente de España, pero también de Francia, Italia, Irlanda, Inglaterra y Alemania. Después de la instauración de la república, el presidente Antonio López de Santa Anna permite que los territorios del norte del país sean ocupados por 400 familias estadounidenses de origen anglosajón e irlandés, cuya confesión era la anglicana. Dichas familias cruzaron el río Arkansas y se establecieron en el Valle del Pecos y San Antonio de Béjar en Texas. Las políticas de repoblación de los territorios norteños trajeron como consecuencia la independencia de Texas y la guerra con Estados Unidos, en la que México pierde una gran cantidad de territorio, el correspondiente a los actuales Texas, Nuevo México, Arizona, Nevada, Utah y California además de algún escaso territorio, que en la actualidad (inicios del siglo XXI), forma parte de Colorado y Oklahoma. Sin embargo, algunas familias mexicanas quedaron del lado estadounidense, así como ciertas familias angloamericanas que permanecieron del lado mexicano, sobre todo en Coahuila, Nuevo León y Tamaulipas.

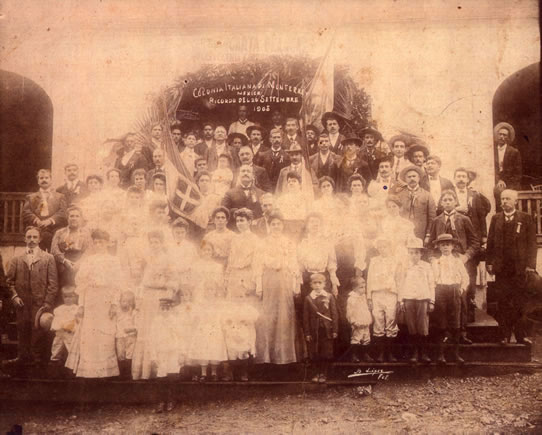
Después del segundo imperio, México experimentó los primeros asentamientos europeos no-ibéricos dentro de su territorio.

- En 1862, la creación del Segundo Imperio mexicano fue apoyada por los terratenientes plutocráticos y conservadores mexicanos con el apoyo del ejército francés, austríaco y belga. El gobierno, sin embargo, dependía de las tropas europeas para defenderse de los rebeldes republicanos, apoyados por Estados Unidos con Benito Juárez y los liberales mexicanos que fueron perseguidos por todo el país, hasta ser arrinconados en El Paso del Norte. La resistencia guerrillera contra el imperio de Maximiliano fue una constante en varias partes del país, especialmente en el centro y norte. Tras una serie de problemas que debió enfrentar el Imperio Francés de Napoleón III en Europa, las tropas francesas instaladas en México fueron repatriadas para defender los intereses de la metrópoli.

- Entre 1880 y 1930 llegan inmigrantes chinos y filipinos a la península de Baja California, estableciéndose principalmente en los valles fértiles de la actual ciudad de Mexicali y los de Ensenada. Años después vienen los japoneses, que se establecieron en las ciudades de Guerrero Negro y La Paz, en el estado de Baja California Sur. En 1895 se estimaba que residían en México alrededor de 48,000 personas nacidas en el extranjero. También en esa época llegan inmigrantes procedentes de Francia, Italia, Irlanda, Inglaterra y Alemania.

### sigloXX

El presidente mexicano Lázaro Cárdenas, recibe y protege a los Niños de Morelia.

Servicio religioso judío al interior de la sinagoga Nidjei Israel, en la Ciudad de México.

- Entre 1900 y 1920 los inmigrantes se incrementaron hasta los 110.000; posteriormente tiene lugar la Revolución mexicana, disminuyendo la migración hacia México por la difícil situación bélica. Era habitual que las diligencias de Francisco Villa colgaran y mataran extranjeros en algunas ciudades y pueblos de los estados de Chihuahua, Durango y Zacatecas.
- En 1922, durante los periodos en los que Álvaro Obregón y Plutarco Elías Calles permanecieron en la presidencia del país, se dieron las condiciones para el establecimiento de los asentamientos menonitas al norte del mismo, sobre todo en los estados de Chihuahua, Durango, Sinaloa, Sonora, Zacatecas, Campeche, Quintana Roo y Tamaulipas.

A causa de la Revolución mexicana, hubo una importante emigración de judíos de México. Los que se quedaron se concentraron en 1912 y fundaron la primera organización judía, llamada Alianza Monte Sinaí; en 1923 la congregación quedó registrada de manera oficial como asociación civil.
Por otro lado, el empresario de teatro y cine Jacobo Granat apoyó la campaña política de Francisco I. Madero. Cuando Madero fue presidente, lo recompensó con el permiso para establecer un cementerio judío.
Para 1918, más de la mitad de la población judía era árabe y turca; hasta 200 familias eran de origen asquenazí.
A partir de 1912, continuaron llegando judíos sefardíes provenientes de la región de Siria, y hacia 1924, algunos más de Europa Oriental, en algunas ocasiones desviados hacia México debido a la entrada en vigor de la Ley Johnson de los Estados Unidos. Tras la invitación hecha por el expresidente Plutarco Elías Calles llegaron al puerto de Veracruz más de 10 000 judíos asquenazíes provenientes de Polonia, la Unión Soviética, Alemania, Italia, la República Checa, Eslovaquia, así como sefardíes de Grecia y Turquía.
Los judíos recién llegados trabajaban como vendedores ambulantes, boleros, aboneros y en otras muchas actividades en el centro de la Ciudad de México y en ciudades como Puebla, en el puerto de Veracruz, Córdoba y Guadalajara. Paulatinamente, algunos de los miembros de la comunidad judía se convirtieron en comerciantes establecidos e industriales. Los primeros inmigrantes de esta comunidad vivieron en vecindades del centro histórico de la Ciudad de México (en barrios populares como La Merced y Tepito).
Se reunieron judíos sefardíes para construir su primera sinagoga en 1927, llamada Redefe Sedek en la colonia Condesa. En 1931 se publica el primer periódico judío de la Ciudad de México (El Camino), en idioma yidis. En 1941 se construye la sinagoga asquenazí Nidje Israel; los años fueron duros porque los inmigrados no hablaban español, fueron algunos jóvenes y sus hijos nacidos del país los que empezaron a servir de intérpretes con el resto de los mexicanos.

### sigloXXI

Inmigración en México 2010.

Iniciado el siglo XXI hubo cambios importantes en la política de México que repercutieron en el incremento de residentes y naturalizados extranjeros. México no ha sido un país de destino, como los Estados Unidos, pero tiene una importante ubicación geográfica y estratégica. Al tomar posesión de su mandato, Felipe Calderón Hinojosa mencionó que buscaba dentro su gobierno más México en el mundo y más mundo en México, lo cual fue entendido como una apertura comercial mucho más dinámica con el exterior que dentro del país.
La globalización, el multiculturalismo y un acelerado índice de movilidad de los seres humanos provoca un incremento de la población extranjera de manera legal e ilegal dentro del territorio mexicano. Los norteamericanos siguen arribando al país y ocupan el mayor porcentaje de extranjeros; los centroamericanos, antillanos, sudamericanos y europeos también se siguen estableciendo en México de manera indefinida por muy diversas causas, a la que se suman nuevas comunidades de Asia Oriental y Oriente Medio.

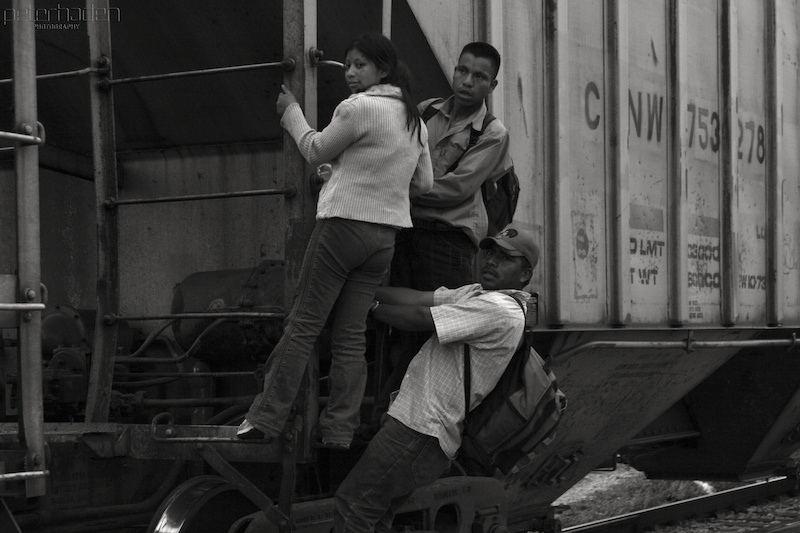
Migrantes centroamericanos viajando en La Bestia, cruzando por el territorio mexicano hacia los Estados Unidos.

A pesar de las desigualdades sociales de los mexicanos, este país norteamericano ofrece grandes posibilidades de progreso , siendo un atractivo de la inmigración extranjera debido a un número mayúsculo de consumidores en todos los rubros, hasta los productos más sofisticados y lujosos son comprados en el país superando a todas las naciones latinoamericanas en la venta de artículos de vanidad. El México del siglo XXI ya no se caracteriza por una vieja tradición de asilo y refugio, sino más bien por el comercio o un paso obligado por el territorio por tiempo indefinido para después inmigrar nuevamente con rumbo a los Estados Unidos. En el texto siguiente vemos el testimonio de un inmigrante centroamericano, en una canción de un grupo musical muy popular (Tigres del norte) donde se describe la difícil situación del inmigrante del sur:

Es lindo México pero cuánto sufrí, atravesarlo sin papeles es muy duro, los 5 mil kilómetros que recorrí, puedo decir que los recuerdo uno por uno, por Arizona me dijeron cruzarás y que me aviente por el medio del desierto, por suerte un mexicano al que llamaban Juan me dio la mano que si no, estuviera muerto...

El 25 abril abordó el buque Usumacinta de la Armada de México, 250 ciudadanos haitianos que tienen familiares en México arribaron al puerto de Veracruz, como parte del traslado humanitario del gobierno de la República en beneficio de los damnificados del terremoto que devastó ese país caribeño el pasado 12 de enero de 2010, a final de año sumaron 734 inmigrantes haitianos que se sumaron a una comunidad de aproximadamente 1200 haitianos que ya recidían en el país mucho antes de la tragedia. A los nuevos haitianos arribados se les dieron las posibilidades de residencia permanente o temporal según la opción de cada uno para moverse por el país y acceder a los mismos servicios de los mexicanos a través del Instituto Nacional de Migración. Países Bajos, Estados Unidos, Canadá, México, Venezuela y Costa Rica fueron de las pocas naciones que abrieron la entrada a familias completas de inmigrantes haitianos a su territorio.
Durante los festejos del bicentenario hubo cambios memorables sobre la presencia de las comunidades extranjeras que residen en México, en la madrugada del 16 de septiembre de 2010 el presidente de México, Felipe Calderón Hinojosa, en la ciudad de Dolores Hidalgo suprimió las frases de Miguel Hidalgo de muera el mal gobierno y mueran los gachupines; para erradicar la discriminación hacia los españoles. En el desfile militar de la Ciudad de México fue evidente la presencia de 16 delegaciones militares extranjeras con fuerte presencia en territorio mexicano a través de sus ciudadanos residentes y nacionalizados mexicanos.
Dentro del gobierno del presidente Andrés Manuel López obrador han ingresado a México miles de inmigrantes de diversas naciones del planeta que intentan llegar a los Estados Unidos, pero que por diversas circunstancias, estos refugiados han tenido que salir de la pobreza de sus países, de la violencia, de los desastres naturales y de la guerra. Siendo México, una de las naciones del mundo donde las Naciones Unidas y la UNICEF, han tenido que actuar de forma inmediata para atender a los inmigrantes de naciones fronterizas y de naciones muy lejanas que llegan a diario hasta el territorio mexicano.

Ese pueblo maravilloso, asilo de todos los perseguidos del mundo, que a pesar de su pesares, pudo recibir más de un millón de migrantes sin quejarse. Y ha forjado como ha podido su cultura, vio pisoteado la mitad de su territorio y ha tenido una historia de padecimiento, y está en uno de los transes más peligrosos de su historia... Pepe Mujica.

### Principales flujos migratorios

#### Estadounidenses
México es el país donde más ciudadanos estadounidenses viven en el extranjero fuera de los Estados Unidos y conforman el 75% de la inmigración de este país. La Asociación de ciudadanos estadounidenses en el extranjero ha estimado que más de un millón de ciudadanos estadounidenses viven en México (es decir, aproximadamente el 1% de la población total, y el 25% de todos los ciudadanos estadounidenses que viven en el extranjero). Este fenómeno migratorio bien se puede explicar por la integración cada vez mayor de ambos países bajo el TLCAN y que se hace notar fuertemente en las ciudades fronterizas de los estados del norte como Matamoros, Reynosa, Nuevo Laredo, Piedras Negras, Ciudad Acuña, Ciudad Juárez, Agua Prieta, Nogales, San Luis Río Colorado, Mexicali y Tijuana. Otra de las grandes razones es que México se ha convertido en un lugar popular para retirarse, especialmente en las costas de Baja California y los pueblos pequeños: como Ajijic y Chapala; tan sólo en el estado de Guanajuato, en San Miguel de Allende y sus alrededores, viven 200.000 ciudadanos estadounidenses.

#### Centroamericanos y caribeños
El número de centroamericanos y caribeños inmigrantes a México está aumentando en la actualidad debido a diversos factores, como la crisis económica, oportunidades de vida, la situación política como el refugio y asilo, la transmigración, entre otros. La mayor parte por la difícil situación política que sufren para ingresar a los Estados Unidos (excepto los provenientes de Puerto Rico y las Islas Vírgenes) y su cruce por territorio mexicano hacia el borde fronterizo. Los cubanos son el grupo más numeroso entre ellos, pero hay comunidades de dominicanos, puertorriqueños, jamaicanos y haitianos. La colonia más grande de puertorriqueños reside en la ciudad de Guadalajara, además en León ha subido gradualmente la inmigración cubana, mientras que los haitianos se han concentrado en la Pequeña Haití, un suburbio al sur de la delegación de Playas de Tijuana.

#### Europeos
Durante el Segundo Imperio Mexicano (la invasión francesa por parte de Napoleón III) y la época del porfiriato, y tras la guerra civil española y las dos guerras mundiales se produjo una llegada de inmigrantes del Viejo Continente. La inmigración francesa durante la Intervención francesa, el Imperio mexicano y el Porfiriato fue importante en México siendo el lugar de mayor afluencia en Monterrey y Guadalajara, ciudades que tienen la mayor población de ascendencia francesa y española en el país. Este fenómeno ocurrió a menor grado en el resto del país, principalmente en la Ciudad de México, Toluca, Puebla, Veracruz, Pachuca y León. Posteriormente, miles de pobladores europeos, principalmente ingleses pero también franceses, alemanes, irlandeses, italianos, españoles y rusos inmigraron a México para dedicarse a la industria minera y cuyos descendientes aún residen en los estados mineros de México. Los lugares con mayor afluencia inglesa fueron los estados de Hidalgo, Guanajuato, Zacatecas, Querétaro, Puebla, Aguascalientes, Chihuahua y la Ciudad de México. Después de la Revolución mexicana, pacificado el país, en la década de los años 20 y 30 del siglo XX, llegaron judíos (véase Israelíes y judíos en México) que huían de las persecuciones en Europa, así como comunidades de molokanes rusos (expulsados por el Zar Nicolás II), menonitas alemanes que vivían en la extinta Unión Soviética (originalmente invitados por Catalina la Grande a establecerse en Rusia y que siglos más tarde se vieron obligados a huir de las persecuciones y purgas de Stalin), así como miles de refugiados españoles. Los europeos siguen siendo un grupo importante de inmigrantes que han permanecido en México por mucho tiempo (aunque ya habían sido superados por los estadounidenses en el 2000; para el año 2005 los españoles, alemanes y franceses aumentaron considerablemente). Se sintieron atraídos principalmente por el comercio y la industria, o empujados por la inestabilidad geopolítica de sus países de origen. Se concentran generalmente en las grandes urbes, como la Ciudad de México, Guadalajara, Monterrey y Tampico o las comunidades de italianos y alemanes en Puebla de Zaragoza, Heroica Matamoros, Chiapas y Veracruz; también algunas otras regiones como en el noroeste de la república (caso de los menonitas). Los grupos de mayor importancia dentro de los procesos históricos mexicanos, desde tiempos coloniales hasta la actualidad, son los españoles, alemanes, franceses, italianos, ingleses, irlandeses, polacos, portugueses, rusos y suizos. Sin embargo, hay otras comunidades de origen europeo: serbios, holandeses, belgas, croatas, búlgaros, rumanos, lituanos, ucranianos, albaneses, turcos, checos, húngaros, austriacos, suecos, noruegos, daneses, eslovacos, eslovenos, finlandeses, macedonios, moldavos y montenegrinos.

#### Sudamericanos
Los sudamericanos representan uno de los principales flujos de inmigrantes a México. El fenómeno inmigratorio se ha visto reflejado por diversos motivos. Los primeros llegaron entre los 70 y los 80 huyendo de persecuciones en sus países, como fue el caso de argentinos, chilenos, uruguayos, peruanos, colombianos y venezolanos. Sin embargo, las crisis económicas y las nuevas oportunidades laborales han sido, entre otras causas, la motivación inmigratoria al territorio mexicano. Los sudamericanos que más han emigrado a México han sido los colombianos. Han llegado principalmente a la Ciudad de México y León. Algunos sudamericanos con alto grado de especialización educativa buscan conseguir becas en universidades mexicanas, principalmente las de la Ciudad de México como la UNAM, el IPN y la UAM, mismas que les sirvan de plataforma para transmigrar a los Estados Unidos o Europa. En la última década aumentó el flujo de venezolanos, colombianos, brasileños, paraguayos y ecuatorianos, asentándose principalmente en las grandes ciudades: Ciudad de México, Guadalajara, Monterrey, Puebla, Toluca y Querétaro.

#### Asiáticos
Cuando la Corona española conquistó a los filipinos, se estableció una corriente de transporte y comercio entre las Filipinas y Nueva España por los puertos de Acapulco, Manzanillo y San Blas, a través de la Nao de China. Llegaron entonces a México los primeros asiáticos de origen chino, filipino, indonesio y malayo. Existen comunidades arraigadas de inmigrantes chinos en la Ciudad de México, Tijuana, Mexicali, Ensenada, La Paz, Hermosillo, Mazatlán, Tepic y Puerto Vallarta. Actualmente la inmigración china y vietnamita ha aumentado gradualmente en León y la coreana en Monterrey, específicamente de Corea del Sur. Mientras que los japoneses se concentran en la Ciudad de México, Guadalajara, Monterrey, León, Tapachula, Aguascalientes y Acacoyagua, donde establecieron en 1897 la Colonia Enomoto.

#### Árabes
La población árabe en México data desde la época de la conquista en la cual varios españoles de origen árabe así como musulmanes convertidos al catolicismo emigraron a la Nueva España. Durante el siglo XX México recibió a miles de inmigrantes de origen sirio, libanés, palestino e iraquí principalmente por motivos de asilo. La primera ola de inmigrantes árabes fue posterior la disolución del Imperio Otomano después de la Primera Guerra Mundial, de los cuales muchos, fueron recibidos con papeles otomanos siendo así considerados otomanos y no árabes, siendo frecuentemente confundidos con turcos europeos y de Anatolia. Durante la crisis árabe-israelí, varios inmigrantes árabes ingresaron a México como refugiados. La mayor comunidad fue sin duda la libanesa, de la cual se estima que alrededor un millón de mexicanos tienen algún grado de ascendencia libanesa. Hoy en día, varios mexicanos-libaneses forman parte fundamental en la economía nacional, ya que varios ejercen como comerciantes, empresarios, políticos, arquitectos, médicos entre otros. Dentro de los mexicano-libaneses más reconocidos entra Carlos Slim Helú, el hombre más rico del mundo según Forbes, la cantante Susana Harp, la actriz Salma Hayek, políticos como Pedro Joaquín Coldwell, Arturo Elías Ayub y Emilio Chuayffet así como el futbolista Miguel Sabah. La mayoría de los libaneses que ingresaron a México fueron católicos y maronitas, muchos de los cuales tienen cierta ascendencia europea, principalmente turca, francesa e inglesa debido a la ocupación de estos países en dicho territorio, sin embargo varios inmigrantes libaneses eran musulmanes y otros más refugiados judíos. En el caso de los sirios, palestinos e iraquíes también se presenció inmigración durante este lapso, aunque en menor grado y con una población musulmana más notoria. La diáspora árabe en México se concentra en todo el país, sin embargo los centros con mayor inmigrantes o descendientes de árabes son Ciudad de México, Puebla, Tijuana, Acapulco, Guadalajara y Monterrey pero también Cancún, León, Torreón, Ciudad Juárez, Mexicali, San Luis Potosí, Cuernavaca, Aguascalientes, Querétaro y Veracruz. En la actualidad alrededor de 1% de la población mexicana es considerada árabe o de ascendencia árabe.

#### Africanos
Los primeros africanos de raza negra llegaron en el siglo XVI, traídos por los españoles en calidad de esclavos para que trabajaran en las minas, dado que los indígenas no tenían la resistencia física que se requería para trabajar largas jornadas. Eran principalmente de etnia yoruba o mandinga; se fundaron poblados como Yanga, en el actual estado de Veracruz, donde la mayoría de los habitantes eran predominantemente de raza negra. Los africanos trajeron influencias negras en la música mexicana (como los sones y los fandangos). De hecho, diversos instrumentos musicales fueron traídos por los esclavos, tales como la marimba de Chiapas, las mandíbulas de animales que se tocan en la danza de los diablos de la costa oaxaqueña, las "danzas de negritos" o sones de Sotavento en Veracruz y los pasos de algunos bailes regionales. Las deidades de pueblos africanos fueron veneradas entre deidades indígenas y santos del cristianismo católico. La devoción por la Santa Muerte en el barrio de Tepito es otra muestra del sincretismo religioso de devotos mexicanos, que mezclaron elementos del catolicismo y la santería afro-cubana. Muchos de los africanos se fueron estableciendo en la región sur de México, hoy denominada Costa Chica, o entre los estados de Guerrero y Oaxaca. En el pueblo de Cuajinicuilapa se concentró una comunidad importante; en este pueblo guerrerense se encuentra el Museo Nacional de la cultura Afromestiza. En esta zona del país la población local tiene fuertes rasgos negros y predominan sobre todo en municipios que bordean la costa, tales como Marquelia, Cuajinicuilapa, Pinotepa Nacional hasta la Laguna de Chacahua, cuyos habitantes han sido nombrados como morenos, negros, afromestizos, afromixtecos, afrochatinos, afroindígenas o afromexicanos.

## Inmigración regular en México

### País de nacimiento
| >500,000 50,000–100,000 20,000–50,000 5,000–20,000 | 1,000–5,000 100–1,000 |

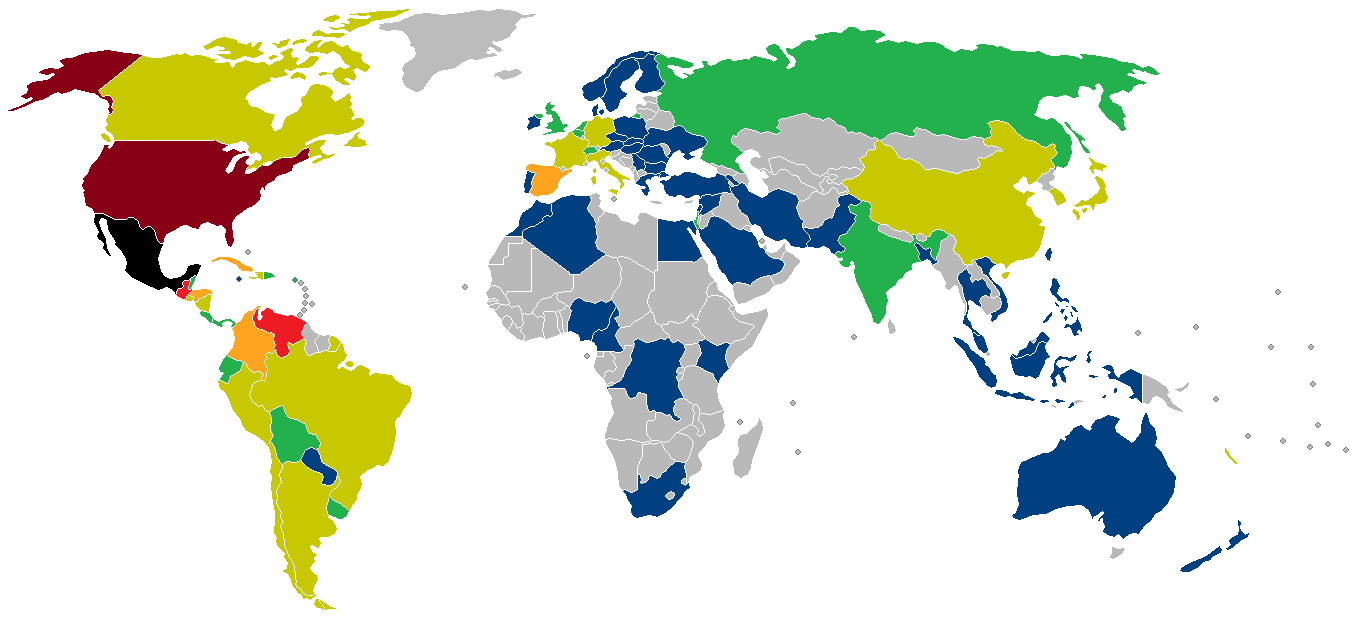
Población de México nacida en el extranjero en 2020, por país de nacimiento.

Según el Censo de Población y Vivienda 2020, en México hay 1,212,252 personas nacidas en otro país, lo que equivale al 0,96% de la población total. En la siguiente tabla se detalla la procedencia de las principales comunidades extranjeras que han residido en México de manera legal.
| Posición             | País                 | 2020      | 2010    | Cambio % |
| -------------------- | -------------------- | --------- | ------- | -------- |
| 1                    | Estados Unidos       | 797,226   | 738,103 | 8.02%    |
| 2                    | Guatemala            | 56,810    | 35,322  | 60.83%   |
| 3                    | Venezuela            | 52,948    | 10,063  | 426.17%  |
| 4                    | Colombia             | 36,234    | 13,922  | 160.26%  |
| 5                    | Honduras             | 35,361    | 10,991  | 221.73%  |
| 6                    | Cuba                 | 25,976    | 12,108  | 114.54%  |
| 7                    | España               | 20,763    | 18,873  | 10.01%   |
| 8                    | El Salvador          | 19,736    | 8,088   | 144.02%  |
| 9                    | Argentina            | 18,693    | 13,696  | 36.49%   |
| 10                   | Canadá               | 12,439    | 7,943   | 56.60%   |
| 11                   | China                | 10,547    | 6,655   | 58.48%   |
| 12                   | Francia              | 9,080     | 7,163   | 26.76%   |
| 13                   | Brasil               | 8,689     | 4,532   | 91.73%   |
| 14                   | Perú                 | 8,670     | 5,886   | 47.30%   |
| 15                   | Alemania             | 6,860     | 6,214   | 10.40%   |
| 16                   | Italia               | 6,619     | 4,964   | 33.34%   |
| 17                   | Chile                | 6,532     | 5,267   | 24.02%   |
| 18                   | Haití                | 5,895     |         |          |
| 19                   | Nicaragua            | 5,731     | 3,572   | 60.44%   |
| 20                   | Japón                | 5,539     | 3,004   | 84.39%   |
| 21                   | Corea del Sur        | 5,339     | 3,960   | 34.82%   |
| 22                   | Reino Unido          | 4,030     |         |          |
| 23                   | Ecuador              | 3,995     |         |          |
| 24                   | Costa Rica           | 3,803     |         |          |
| 25                   | República Dominicana | 2,849     |         |          |
| 26                   | Belice               | 2,813     |         |          |
| 27                   | Uruguay              | 2,706     |         |          |
| 28                   | India                | 2,656     |         |          |
| 29                   | Bolivia              | 2,505     |         |          |
| 30                   | Rusia                | 2,321     |         |          |
| 31                   | Panamá               | 1,916     |         |          |
| 32                   | Suiza                | 1,439     |         |          |
|                      | Otros países         | 25,492    |         |          |
| TOTAL                | TOTAL                | 1,212,252 | 961,121 | 26.13%   |
| Fuente: INEGI (2020) |                      |           |         |          |

### Por Región
| Región          | 1990    | 2000    | 2010    | 2020      |
| --------------- | ------- | ------- | ------- | --------- |
| África          | 745     | 986     | 1,549   | 3,265     |
| América         | 285,275 | 430,954 | 887,531 | 1,114,597 |
| Asia            | 8,229   | 11,489  | 19,660  | 30,743    |
| Europa          | 45,797  | 48,110  | 51,411  | 60,931    |
| Oceanía         | 200     | 821     | 556     | 699       |
| No Especificado | 578     | 257     | 414     | 2,017     |
| Total           | 340,824 | 492,617 | 961,121 | 1,212,252 |

Fuente: INEGI Censo de Población y Vivienda 1990, 2000, 2010 & 2020

### Documentación y condición de estancia en México

#### Residente Temporal / Residente Permanente
El Artículo 52 de la Ley de Migración establece que personas extranjeras pueden permanecer en el territorio con estancia de visitante, residente temporal y residente permanente. Con la Tarjeta de Residente Temporal (TRT), en términos del artículo 52, Fracción VII establece

Autoriza al extranjero para permanecer en el país por un tiempo no mayor a cuatro años, con la posibilidad de obtener un permiso para trabajar a cambio de una remuneración en el país, sujeto a una oferta de empleo con derecho a entrar y salir del territorio nacional cuantas veces lo desee.

En cambio, la Tarjeta de Residente Permanente (TRP), en términos del artículo 52, Fracción IX establece

Autoriza al extranjero para permanecer en el territorio nacional de manera indefinida, con permiso para trabajar a cambio de una remuneración en el país.

La siguiente tabla muestra personas extranjeras documentadas con la Tarjeta de Residente Temporal (TRT) y Tarjeta de Residente Permanente (TRP) en el periodo de 2021 - 2023 (enero-julio).
| País de nacionalidad | 2023               | 2023                 | 2023   | 2022               | 2022                 | 2022    | 2021               | 2021                 | 2021    |
| País de nacionalidad | Residente Temporal | Residente Permanente | Total  | Residente Temporal | Residente Permanente | Total   | Residente Temporal | Residente Permanente | Total   |
| -------------------- | ------------------ | -------------------- | ------ | ------------------ | -------------------- | ------- | ------------------ | -------------------- | ------- |
| América del Norte    | 7,992              | 6,026                | 14,018 | 15,012             | 10,740               | 25,752  | 10,781             | 8,788                | 19,569  |
| Canadá               | 1,598              | 1,511                | 3,109  | 3,244              | 2,888                | 6,132   | 1,695              | 1,852                | 3,547   |
| Estados Unidos       | 6,394              | 4,515                | 10,909 | 11,768             | 7,852                | 19,620  | 9,086              | 6,936                | 16,022  |
| América Central      | 2,047              | 16,023               | 18,070 | 3,891              | 26,448               | 30,339  | 3,243              | 21,989               | 25,232  |
| Costa Rica           | 291                | 197                  | 488    | 473                | 263                  | 736     | 467                | 307                  | 774     |
| El Salvador          | 398                | 2,765                | 3,163  | 814                | 4,750                | 5,564   | 664                | 4,009                | 4,673   |
| Guatemala            | 490                | 4,811                | 5,301  | 913                | 6,360                | 7,273   | 723                | 4,277                | 5,000   |
| Honduras             | 460                | 7,773                | 8,233  | 932                | 14,033               | 14,965  | 804                | 12,368               | 13,172  |
| Otros países         | 408                | 477                  | 885    | 759                | 1,042                | 1,801   | 585                | 1,028                | 1,613   |
| Islas del Caribe     | 3,705              | 3,591                | 7,296  | 6,501              | 8,574                | 15,075  | 2,979              | 7,969                | 10,948  |
| Cuba                 | 2,794              | 2,218                | 5,012  | 5,085              | 4,708                | 9,793   | 2,026              | 5,085                | 7,111   |
| Haití                | 672                | 1,047                | 1,719  | 897                | 3,229                | 4,126   | 563                | 2,453                | 3,016   |
| República Dominicana | 205                | 298                  | 503    | 457                | 590                  | 1,047   | 329                | 407                  | 736     |
| Otros países         | 34                 | 28                   | 62     | 62                 | 47                   | 109     | 61                 | 24                   | 85      |
| América del Sur      | 9,859              | 9,890                | 19,749 | 16,876             | 19,761               | 36,637  | 15,765             | 20,552               | 36,317  |
| Argentina            | 1,366              | 932                  | 2,298  | 2,598              | 1,576                | 4,174   | 2,661              | 1,472                | 4,133   |
| Brasil               | 1,055              | 580                  | 1,635  | 1,912              | 1,211                | 3,123   | 1,693              | 1,157                | 2,850   |
| Colombia             | 3,910              | 3,210                | 7,120  | 6,188              | 5,261                | 11,449  | 5,867              | 5,225                | 11,092  |
| Perú                 | 819                | 406                  | 1,225  | 1,318              | 675                  | 1,993   | 995                | 691                  | 1,686   |
| Venezuela            | 1,149              | 3,962                | 5,111  | 1,955              | 9,693                | 11,648  | 2,378              | 10,635               | 13,013  |
| Otros países         | 1,560              | 800                  | 2,360  | 2,905              | 1,345                | 4,250   | 2,171              | 1,372                | 3,543   |
| Europa               | 4,428              | 3,067                | 7,495  | 8,733              | 5,278                | 14,011  | 6,662              | 4,641                | 11,303  |
| Alemania             | 573                | 307                  | 880    | 1,540              | 609                  | 2,149   | 957                | 422                  | 1,379   |
| España               | 902                | 667                  | 1,569  | 1,844              | 1,294                | 3,138   | 1,653              | 1,345                | 2,998   |
| Francia              | 565                | 325                  | 890    | 1,391              | 597                  | 1,988   | 1,201              | 569                  | 1,770   |
| Italia               | 371                | 299                  | 670    | 775                | 576                  | 1,351   | 738                | 651                  | 1,389   |
| Reino Unido          | 317                | 192                  | 509    | 657                | 342                  | 999     | 518                | 269                  | 787     |
| Rusia                | 814                | 633                  | 1,447  | 851                | 796                  | 1,647   | 298                | 439                  | 737     |
| Otros países         | 886                | 644                  | 1,530  | 1,675              | 1,064                | 2,739   | 1,297              | 946                  | 2,243   |
| Asia                 | 6,615              | 2,563                | 9,178  | 8,473              | 4,140                | 12,613  | 6,898              | 3,958                | 10,856  |
| China                | 2,673              | 1,118                | 3,791  | 2,517              | 1,914                | 4,431   | 2,062              | 1,543                | 3,605   |
| Corea del Sur        | 889                | 342                  | 1,231  | 1,365              | 564                  | 1,929   | 1,284              | 724                  | 2,008   |
| India                | 1,178              | 285                  | 1,463  | 1,782              | 418                  | 2,200   | 1,248              | 552                  | 1,800   |
| Japón                | 985                | 330                  | 1,315  | 1,496              | 590                  | 2,086   | 1,416              | 594                  | 2,010   |
| Otros países         | 890                | 488                  | 1,378  | 1,313              | 654                  | 1,967   | 888                | 545                  | 1,433   |
| Oceanía              | 152                | 71                   | 223    | 284                | 178                  | 462     | 148                | 112                  | 260     |
| Australia            | 105                | 56                   | 161    | 227                | 142                  | 369     | 105                | 83                   | 188     |
| Otros países         | 47                 | 15                   | 62     | 57                 | 36                   | 93      | 43                 | 29                   | 72      |
| África               | 344                | 284                  | 628    | 447                | 485                  | 932     | 359                | 486                  | 845     |
| Ghana                | 39                 | 39                   | 78     | 40                 | 37                   | 77      | 14                 | 35                   | 49      |
| Marruecos            | 58                 | 25                   | 83     | 63                 | 41                   | 104     | 52                 | 47                   | 99      |
| Nigeria              | 48                 | 81                   | 129    | 85                 | 197                  | 282     | 55                 | 121                  | 176     |
| Otros países         | 199                | 139                  | 338    | 259                | 210                  | 469     | 238                | 283                  | 521     |
| Total                | 35,142             | 41,515               | 76,657 | 60,217             | 75,604               | 135,821 | 46,835             | 68,495               | 115,330 |

#### Asilo y refugio en México
|align=left|18||align=left| Costa Rica||align=left|2
|-
|}
- En los años 20 del siglo XX, después de la conclusión de la Revolución mexicana, México recibió a refugiados procedentes de la recién formada Unión Soviética, quienes buscaban asilo evitando persecuciones políticas o por no querer integrarse al sistema derivado de Revolución bolchevique, como empresarios, nobleza rusa, disidentes políticos y otros. El más notable caso de migración rusa, entre muchos, es el de León Trotski.

Niños polacos albergados en México durante la Segunda Guerra Mundial.

- En 1939 más de 150.000 republicanos españoles[29] huyeron de la guerra civil española, llegando al país por las costas del Golfo de México. La población española aumentó bajo el sexenio de Lázaro Cárdenas. Se trataba de inmigrantes que huían del régimen franquista, alrededor de 1940. En muchos casos eran artistas (escritores, cineastas, pintores, etc.), científicos e incluso empresarios. En 1943 se estimaba en 1.992.000 la cantidad de extranjeros residiendo en todo el país. Alrededor de 1938 y 1940 México recibió a más de 700.000 inmigrantes alemanes, italianos y judíos que huyeron de las dictaduras fascistas en Alemania e Italia.

- En 1954, México concede asilo a los guatemaltecos que huían de la violencia desatada en su país a causa de la guerra civil. En este mismo período, intelectuales estadounidenses recibieron refugio en suelo mexicano, empujados por el macartismo.

- En la década de los 70 llegaron a México miles de chilenos, peruanos y colombianos solicitando protección y asilo ante la persecución que sufrían en sus países debido a las dictaduras que allí se instalaron por aquel entonces. México recibió también a los refugiados de las guerras civiles de América Central entre las décadas de 1970 y 1990, principalmente guatemaltecos, salvadoreños y nicaragüenses.

- En los 80 llegaron numerosos inmigrantes cubanos que lograron cruzar en balsas clandestinas hasta llegar a las costas de la península de Yucatán. En los 90 llegaron inmigrantes coreanos, rusos y de las ex-repúblicas soviéticas.

- El 25 de abril de 2010 abordó el buque Usumacinta de la Armada de México, 250 ciudadanos haitianos que tienen familiares en México arribaron al puerto de Veracruz, como parte del traslado humanitario del gobierno de la República en beneficio de los damnificados del terremoto que devastó ese país caribeño el pasado 12 de enero de 2010,[11] a final de año sumaron 734 inmigrantes haitianos que se sumaron a una comunidad de aproximadamente 1200 haitianos que ya recidían en el país mucho antes de la tragedia. Lon nuevos haitianos arribados se les dieron las posibilidades de residencia permanente o temporal según la opción de cada uno para moverse por el país y acceder a los mismos servicios de los mexicanos a través del Instituto Nacional de Migración.[12]

- Cabe destacar la llegada del Escritor y poeta kosovar en lengua albanesa Xhevdet Bajraj, el cual fue golpeado y discriminado por sus ideologías y pensamientos, donde se le dio un ultimátum para abandonar su país, escogiendo su país de residencia definitiva: México. Siguió con sus obras en idioma español y como profesor de la UNAM, y obtuvo la nacionalidad mexicana, al igual que su esposa y sus dos hijos.

- La llegada de miles de ucranianos, rusos y bielorrusos durante el año 2022, quienes ingresan como turistas por vía aérea en Cancún, Los Cabos, Ciudad de México y frontera de Guatemala, con la intención de llegar a los Estados Unidos en el menor tiempo posible y solicitar el asilo de Guerra al ingresar por California y Texas;[30] la mayoría de los refugiados cuenta con familiares y amistades en los Estados Unidos, pero algunos han encontrado dificultades de acceso a los Estados Unidos y su estancia en México se ha prolongado más de lo previsto.[31] Para evitar conflictos con Instituto Nacional de Migración, el gobierno de México, ha designado el asilo permanente para todos los ciudadanos ucranianos y rusos que han llegado al país como turistas o refugiados de guerra.[32] Esta medida emergente de ayuda humanitaria ha sido utilizada en dos ocasiones en México del siglo XX, la primera fue durante la guerra civil española y la segunda fue durante la Segunda Guerra Mundial.

### Inmigración en los estados
En el 2010, Jalisco, la gran mayoría procedentes de los Estados Unidos, la quinta entidad con población extranjera donde los inmigrantes proceden principalmente de España, donde se concentran principalmente en Guadalajara
En Chapala vive la comunidad estadounidense más grande de México, el bajo coste de vida para jubilados, el clima benigno y su creciente industria de la tecnología son los principales atractivos para los ciudadanos norteamericanos. Entre otras comunidades destacan la española, irlandesa, argentina, alemana, croata, canadiense e italiana.
En la Ciudad de México se concentran casi todas las comunidades más numerosas por país, entre las más destacadas están las comunidades de estadounidenses, libaneses, española, rusa, guatemalteca, salvadoreña, hondureña, beliceña, colombiana, argentina, brasileña, chilena, venezolana, peruana, saharaui, keniana, croata, turca, noruega, suiza, sueca, francesa, alemana, italiana, coreana, china, japonesa, siria, puertorriqueña, haitiana, cubana.
En Baja California no solo es mayoritaria la inmigración estadounidense, sino que en esta entidad hay otras comunidades de notable presencia como la china, haitiana, rusa, italiana, libanesa, japonesa, india, guatemalteca, salvadoreña, hondureña, española, alemana y ecuatoriana.
En Baja California Sur destacan las comunidades de estadounidenses, canadienses, chinos y japoneses. La ciudad de La Paz posee una de las comunidades de japoneses más grandes de México, atraídos por la extracción de sal y perlas en el pasado.
En Chihuahua ha sido un estado que ha tenido inmigrantes desde que México se separa de España, los mormones estadounidenses, los menonitas de Europa, españoles, portugueses, italianos y chinos son quienes han tenido una larga estancia en el estado.
En Nuevo León se concentran importantes comunidades de extranjeros, al ser el segundo estado con más inmigración. Monterrey su capital fue fundada por sefarditas y de allí en adelante se han establecido otras colectividades como italianos, portugueses, alemanes, ucranianos, turcos, sirios, libaneses, franceses y otras regiones de Europa.
El estado de México es una entidad periférica que forma parte de la Ciudad de México, en el estado de México se concentran principalmente inmigrantes norteamericanos, centroamericanos, latinoamericanos, asiáticos, europeos y sudamericanos, razón por la cual los inmigrantes se han establecido con mayor facilidad a diferencia de los residentes en la Ciudad de México, una importante población flotante e ilegal ha buscado como lugar de destino final a los municipios del estado de México. La comunidad judía, que ha provenido de países europeos, asiáticos y latinoamericanos tienen su mayor concentración a nivel nacional en el estado de México.
El estado de Chiapas es la entidad mexicana con mayor número de población extranjera al sur del país, la comunidad más numerosa es la de ciudadanos guatemaltecos de todas las edades tanto por razones limitrofres como por familiares con los chiapanecos desde tiempos prehispánicos a la actualidad, pero también sobresalen comunidades de hondureños, salvadoreños, chinos, ecuatorianos, nicaragüenses, libaneses, alemanes, japoneses, coreanos, italianos, españoles, colombianos, cubanos, noruegos, suizos, sirios, iraquíes y árabes saudíes.
El estado de Sinaloa alberga la comunidad griega más grande de México, así como españoles, italianos, franceses, alemanes, cubanos, argentinos, chinos y japoneses.
El estado de Sonora posee una creciente comunidad de inmigrantes estadounidenses, cubanos, argentinos, hondureños, canadienses y demás extranjeros que se sitúan en las grandes ciudades de Sonora, en Hermosillo destacan también las comunidades de colombianos, japoneses, chinos, sudafricanos, indios, españoles, italianos y alemanes.
El estado de Tamaulipas principalmente destacan comunidades de estadounidenses y de países caribeños, centroamericanos, sudamericanos y europeos ya arribaron Tamaulipas.
Quintana Roo es un destino tanto turístico como migratorio, muchos extranjeros han ido inmigrando últimamente al estado debido a los destinos turísticos de Cancún, Puerto Juárez, Cozumel, Playa del Carmen y Tulum dónde en el estado ha ido aumentando las comunidades de estadounidenses, canadienses, guatemaltecos, salvadoreños, nicaragüenses, cubanos, puertorriqueños, dominicanos, colombianos, venezolanos, argentinos, peruanos, brasileños, rusos, uruguayos, españoles, italianos, alemanes, británicos, portugueses, franceses, suizos, japoneses, coreanos, indios, chinos y entre otros.
En Guanajuato ha aumentado la inmigración de estadounidenses jubilados, españoles y japoneses situados en las grandes urbes de dicho estado y también principalmente en León ha ido aumentando la inmigración vietnamita, china, cubana, argentina, colombiana, italiana, peruana, francesa y alemana.
En Michoacán hay una creciente comunidad de inmigrantes europeos principalmente españoles, italianos, alemanes y franceses y también de estadounidenses y canadienses situados en Morelia y en demás ciudades o pueblos, y en menor medida de hondureños, colombianos, venezolanos, japoneses.
En Puebla hay una creciente comunidad italiana, y en menor medida, de alemanes.

### Inmigración en los municipios o delegaciones
El municipio de Tijuana es el que concentra mayor población extranjera en todo el país, las razones son obvias debido a ser el paso fronterizo más cruzado en todo el mundo.
El municipio de Ensenada es el que concentra mayor población estadounidense en todo el país.
El municipio de Juárez, en el estado de Chihuahua es el segundo a nivel nacional que ha concentrado población extranjera, donde destaca las comunidades estadounidense, guatemalteca, salvadoreña y libanesa.
Mexicali es el tercer municipio con mayor concentración extranjera, la comunidad más destacada es la proveniente de China, la cual se concentra principalmente en el barrio chino conocido como "La Chinesca" y de Estados Unidos, quienes se han concentrado principalmente en el puerto de San Felipe, no obstante, sobresalen otras comunidades que provienen de India, Guatemala, España, Italia, El Salvador, Honduras y Japón.
En Nuevo Laredo descatan principalmente comunidades estadounidenses, aunque las de centroamericanos, caribeños y sudamericanos han ido en aumento en los últimos años.
En Tapachula destacan junto con sus descendientes las comunidades de alemanes, chinos, japoneses, libaneses, franceses, italianos, sirios, iraquíes, estadounidenses, ingleses, neerlandeses, judíos, guatemaltecos, salvadoreños, nicaragüenses, hondureños e incluso de Oceanía, como Australia, Nueva Zelanda, entre otros países.
En Reynosa destacan las comunidades de estadounidenses, guatemaltecos, salvadoreños, nicaragüenses, suecos y alemanes.
Monterrey es una de las ciudades del norte dónde están las comunidades por país, destacando las comunidades de estadounidenses, españoles, guatemaltecos, cubanos, argentinos, canadienses, franceses, salvadoreños, colombianos, venezolanos, brasileños, chilenos, ecuatorianos, beliceños, nicaragüenses, italianos, alemanes, rusos, sirios, coreanos, chinos, japoneses, indios, libaneses, peruanos, turcos, suecos y noruegos.
En Guadalajara están presentes por país, sobresalen las comunidades de países procedentes de Estados Unidos, España, Guatemala, Cuba, Canadá, Francia, Brasil, Chile, Argentina, Venezuela, Italia, Alemania, Rusia, Nicaragua, Turquía, Japón, Corea del Sur, India, Líbano, Puerto Rico, Francia, Italia y Grecia.

## Consecuencias favorables sobre la inmigración en México

### Consecuencias demográficas

El mercado de Medellín es uno de los puntos de reunión de colombianos que residen en la Ciudad de México.

La mayor parte de los extranjeros que viven en México son relativamente de todas las edades y las causas por las que viven en México son distintas, tenemos a los adultos mayores jubilados de Estados Unidos, Canadá y Europa, a los jóvenes de Norteamérica, Centroamérica y Sudamérica que buscan oportunidades de estudio o laborales y a los infantes que por diversos motivos viajan con sus padres, tanto los residentes como los transmigrantes que intentan llegar a los Estados Unidos.

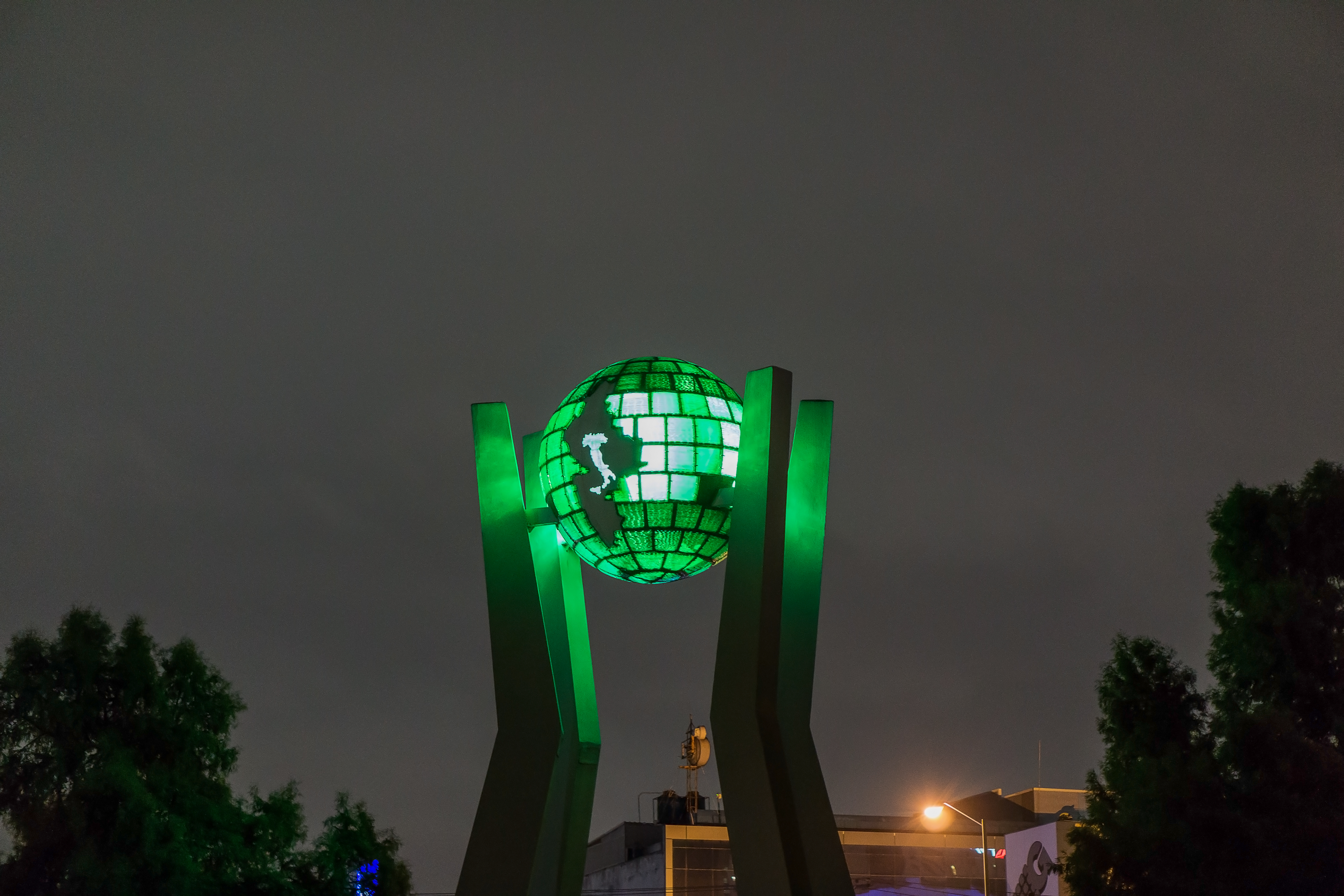
Monumento a la inmigración italiana de Nuevo León, situada en San Pedro Garza García.

Los inmigrantes recién llegados a México, buscan hacer comunidad con sus paisanos sobre todo en las grandes metrópolis mexicanas, surgen establecimientos comerciales y sociales para integrar a los nuevos residentes. En algunas ocasiones se opta por la nacionalización cuando nacen los bebés en suelo mexicano; los padres buscan mantener un doble vínculo entre el lugar de nacimiento del hijo y la nación de los progenitores.
Las comunidades de inmigrantes estadounidenses en las costas de Baja California, Baja California Sur, Sonora y Sinaloa, y en pequeños pueblos, como San Miguel de Allende o Chapala donde la población estadounidense representa al 50% de la población.

### Consecuencias económicas

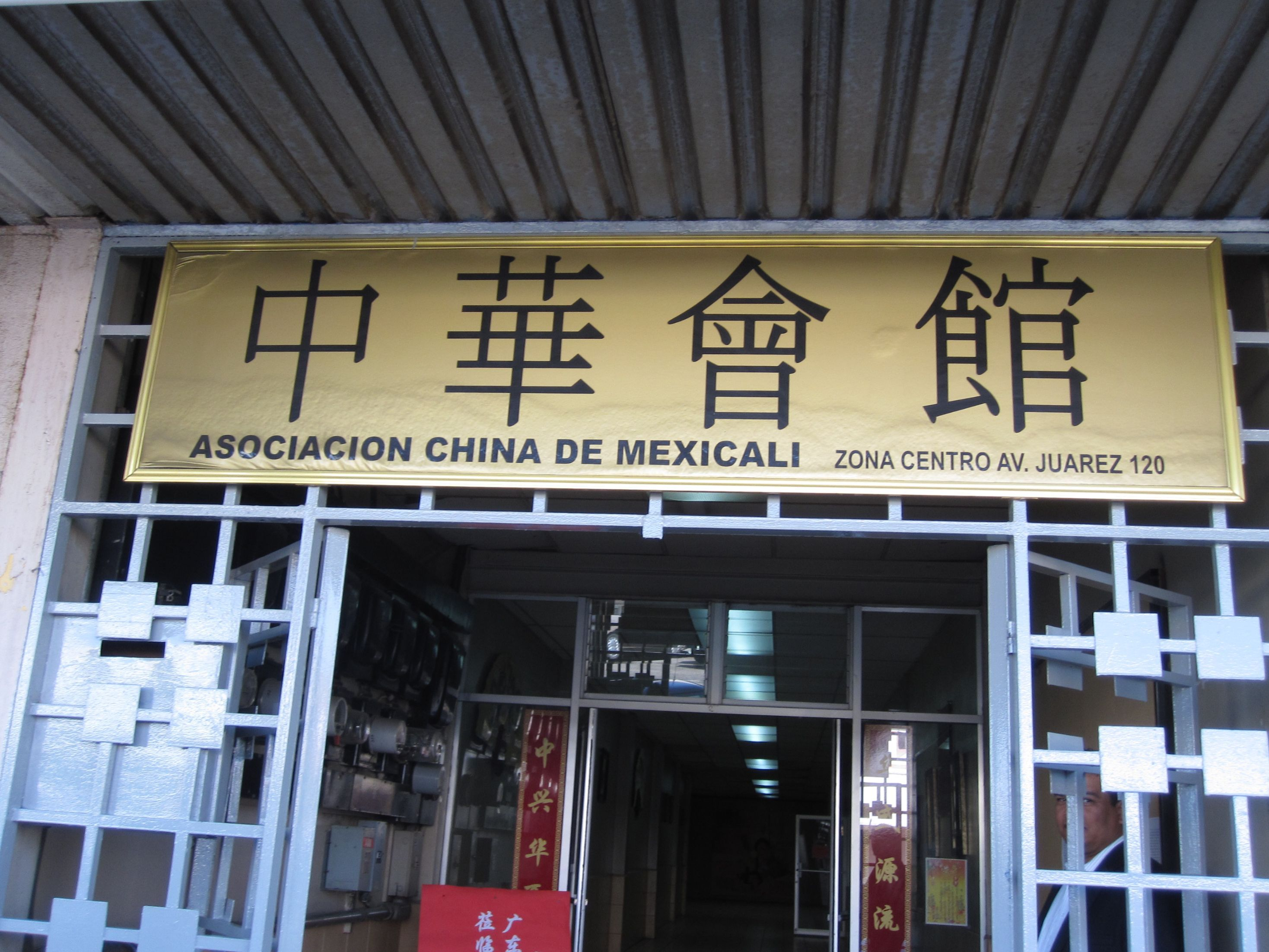
Asociación China de Mexicali, Baja California.

Al ser México una de las principales economías del mundo, se convierte en un lugar de destino para empresarios e inversionistas extranjeros. La apertura comercial del país ha creado importantes vínculos comerciales en todos los continentes; importantes firmas comerciales se han distribuido por la geografía mexicana. Tanto el campo mexicano como los grandes centros urbanos son zonas de potencial económico para las comunidades de inmigrantes extranjeros que han puesto su confianza en la economía mexicana y la cercanía que se tiene con los Estados Unidos.
Los menonitas llegaron a México en 1922 y decidieron establecerse en muchos estados del país. Son gente muy productiva y se dedican al cultivo de frutas, cítricos, producción de leche, venta de ganado, forrajes y su muy peculiar queso menonita que ha sido integrado a la gastronomía mexicana. Otros migrantes incansables son los rusos molokans y los catalanes que ha desarrollado una importante industria vitivinícola que tiene reconocimiento internacional.
Otra comunidad inmigrante que han impulsado el desarrollo del campo mexicano es parte de la influencia de la cultura italiana de Chipilo, la producción de leche y ganado ha cambiado rotundamente la economía de la ciudad de Puebla, misma que se ve reflejada, aparte de los productos lácteos que han dado renombre a la comunidad, en la creación de franquicias e importantes establecimientos comerciales, de los cuales surgen nombres muy peculiares como «Topolino» (Ratoncito), y la cadena de muebles fabricados en Chipilo llamada «Segusino».
Otro sector importante es el turismo, la hotelería, los establecimientos restauranteros y préstamos de servicios turísticos surgen como espacios generadores de empleo tanto para los nacionales como para los extranjeros.

### Consecuencias religiosas
Recientemente se ha incrementado la llegada de misioneros católicos de procedencia española y africanos de origen camerunés, ugandés y congolés, que se han establecido los primeros en parroquias citadinas, mientras que los de origen africano se han dispersado en comunidades pequeñas, sobre todo del sureste del país.
Aproximadamente el 7.8% de la población (6,160,000 personas de más de 5 años), según el censo de 2010 e incrementó notablemente en menos de diez años. La influencia de los Estados Unidos y de los países Centroamericanos se ha hecho notar dentro de las creencias de los inmigrantes, un número considerable de pastores evangélicos proceden de países centro y sudamericanos, quienes tiene un gran apego al convencimiento de nuevos creyentes mexicanos.

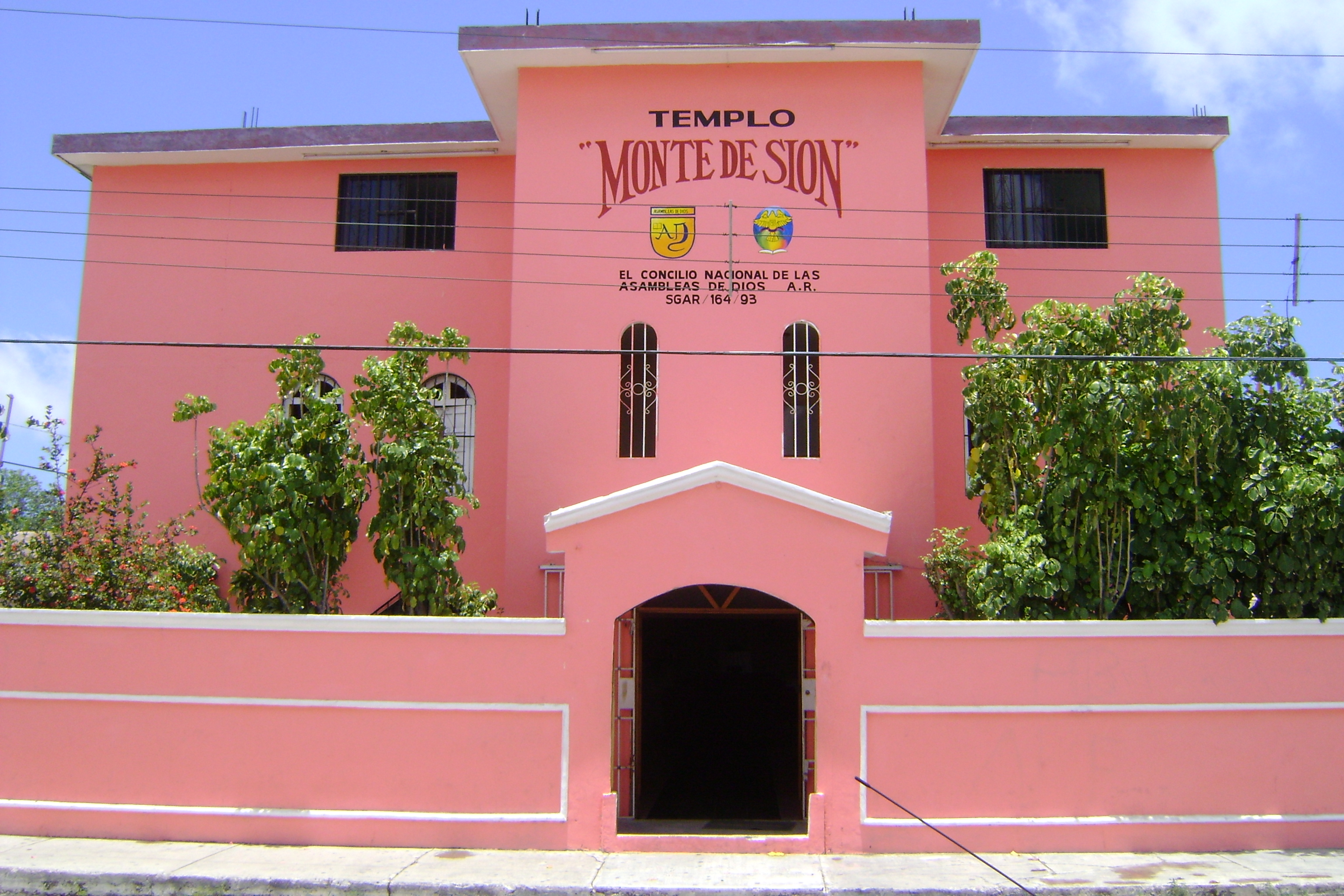
Incremento de las comunidades cristianas no católicas en el Sur y sureste de México.

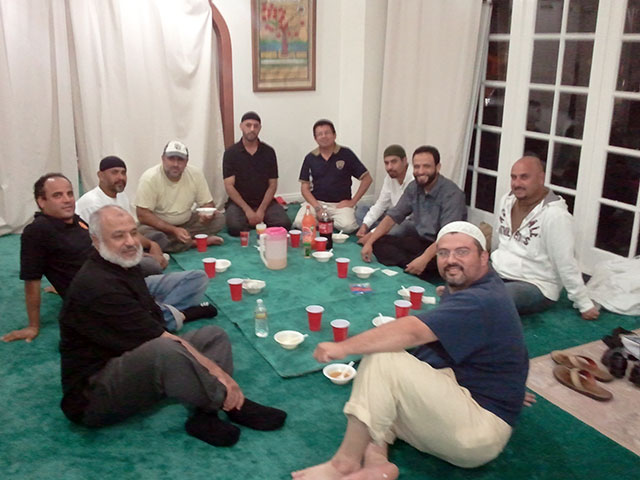
Comunidad musulmana de Tijuana celebrando el iftar.

Los musulmanes a México a finales del siglo XIX y durante el XX, huyendo de guerras y conflictos que aquejaban a los países levantinos y del Medio Oriente. También buscando establecerse cerca de otros árabehablantes, arribaron los jordanos, sirios, palestinos y otros. Sus ocupaciones varían mucho. Era común que todos ellos fueran personas que desempeñaban labores en la industria del comercio y no era extraño encontrarse árabes que vendieran telas, comida, ropa y otros productos típicos. Sus generaciones de ascendencia árabe se fueron superando y estudiando carreras universitarias, llegándose entonces a resaltar apellidos de origen árabe en la política, comercio exterior, y más.
El dinamismo económico del norte de México (favorecido por la cercanía de los Estados Unidos) ha permitido la explotación de los yacimientos de oro, plata, carbono y cobre de la zona, permitiendo por otro lado la comercialización de los productos mexicanos, principalmente agrícolas y ganaderos. Ello propició que en el norte del país se establecieran grupos de inmigrantes de habla árabe o descendientes de éstos que a diferencia de otros inmigrantes ya establecidos, se preocuparon por intentar crear un ambiente islámico favorable para su estancia, esto devino en la apertura de la primera mezquita en territorio mexicano. Está en la ciudad de Torreón, Coahuila y se llama Suraya, y a ella asisten principalmente chiítas.
A mediados de los años 80 se estableció en la Ciudad de México un grupo de musulmanes, principalmente diplomáticos, que establecen el Salat al Yumma, primeramente en el "club egipcio" y posteriormente en la embajada de Pakistán, donde se adapta una mezquita para los que vivían en la ciudad. Esto propició el aumento de la inmigración de la comunidad, tomando en cuenta la cercanía con los Estados Unidos y no siendo impedimento su fe, lo que hacía factible realizar negocios en México extendiéndose hasta el suroeste de los Estados Unidos. A finales del siglo XX se construyeron nuevas mezquitas improvisadas en ciudades como Monterrey, Tijuana y Ciudad Juárez.
A raíz de la actividad del musulmán español Aureliano Pérez Yruela (conocido como el emir Nafia), miembro de la Comunidad Islámica de México, se produjo el fenómeno religioso de los indígenas musulmanes de Chiapas. Pérez Yruela fue expulsado de México en 1998. Previamente, es en 1995 cuando decenas de familias protestantes, expulsadas violentamente de San Juan Chamula e instaladas en las afueras de San Cristóbal de las Casas, crearon una colonia denominada Nueva Esperanza, como símbolo de la disputa con el tradicional indigenismo católico. Hoy, más de 300 tzotziles y tzeltales, después de haber sido católicos y protestantes evangélicos, decidieron adoptar la fe musulmana.
La comunidad musulmana en Chiapas recibe apoyo financiero de países islámicos para que pueda ofrecer a sus miembros trabajo, educación, alimentos y ropa a los mayas musulmanes e incluso algunos tsotsiles ya han viajado a La Meca gracias a apoyos patrocinados por estos organismos islámicos.

### Consecuencias lingüísticas
Debido a la cercanía de México con los Estados Unidos, han aparecido comunidades bilingües relativamente importantes. Las lenguas alóctonas más habladas en México son las siguientes:
- El inglés, hablado principalmente en los estados fronterizos con Estados Unidos y zonas turísticas por ciudadanos originarios de Estados Unidos. Los estadounidenses constituyen más del 80% de la población extranjera en numerosas ciudades del país, donde poseen periódicos y canales de radio propios. El dominio del idioma inglés es una característica muy demandada en la búsqueda de empleados profesionistas, lo cual ha llevado a un incremento exponencial en la cantidad de escuelas e institutos de enseñanza del inglés y la mayoría de las escuelas privadas ofrecen educación bilingüe e incluso lo que se ha denominado "bicultural". También es un idioma importante y se habla en las ciudades fronterizas, pero en éstas, al igual que en algunas del lado estadounidense, se ha mezclado con el español creando un dialecto híbrido llamado espanglish. El inglés también es el idioma principal de las comunidades de inmigrantes estadounidenses en las costas de Baja California, y en pequeños pueblos, como San Miguel de Allende, Chapala o Taxco donde la población de origen estadounidense representa al 50% de la población. Un pequeño grupo de kenianos lo habla junto a su idioma nativo y el español en Toluca, donde se ha ido incrementando la comunidad keniana por razones de índole deportiva.

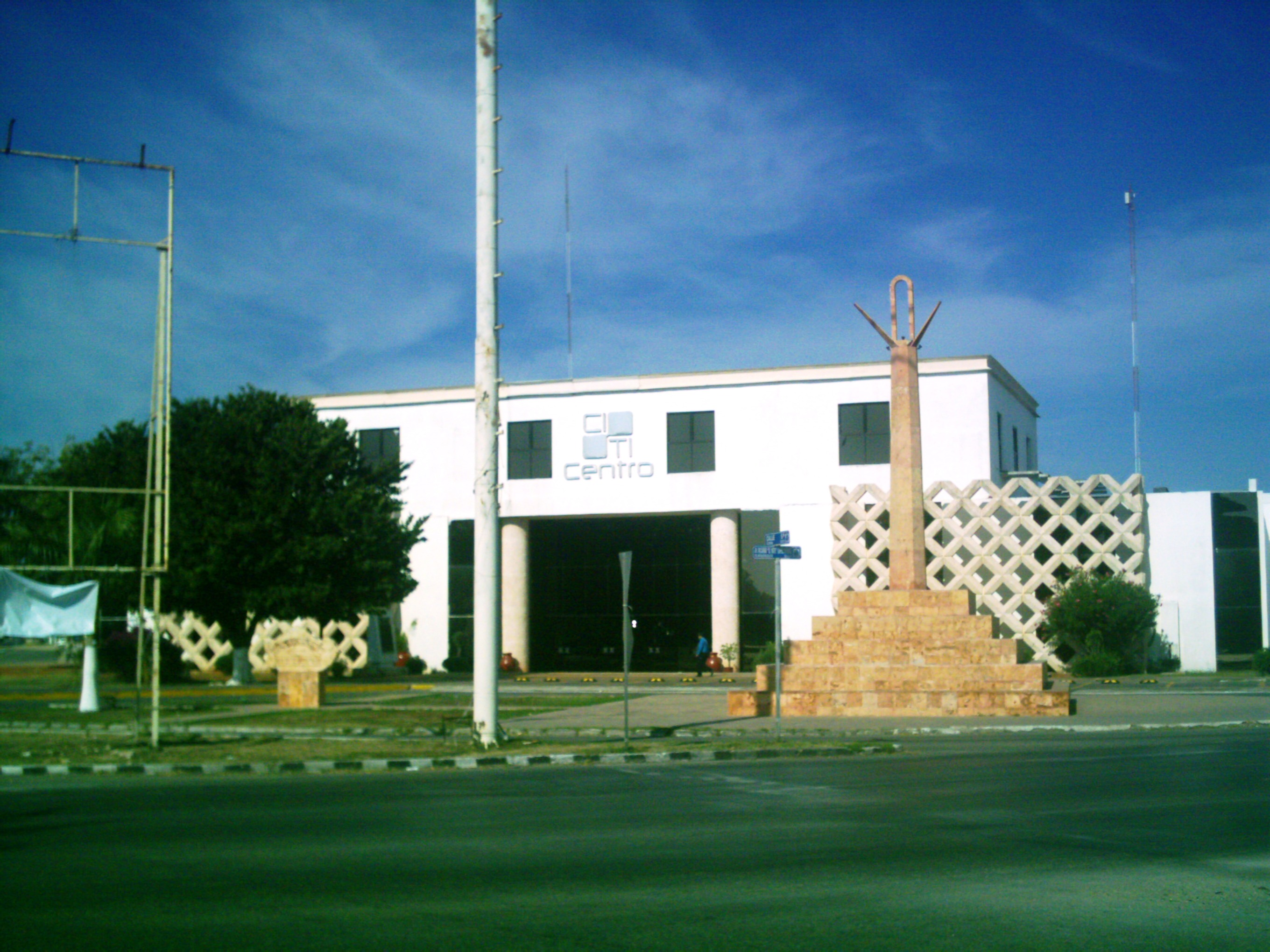
Monumento a la inmigración coreana en Yucatán.

- El Instituto Lingüístico de Verano calculaba que a mitad de la década de 1990 existían 70 mil hablantes de bajo sajón en la república. La mayor parte de ellos se asientan en los territorios semidesérticos de Chihuahua, Zacatecas, Durango, Tamaulipas y Campeche. De esa comunidad, menos de la tercera parte habla también español, lo cual se puede explicar por el aislamiento de la comunidad menonita con respecto a sus vecinos. Asimismo, aunque se estima que la población de gitanos en el país debía ascender a unos 16 mil individuos; el ILV calcula que de ellos, unos cinco mil hablan el idioma romaní o caló.

- Hoy en día la gente en Chipilo todavía habla la lengua véneta de sus bisabuelos que ellos mismos llaman chipileño, la variante véneta que se habla es el feltrino-belunés. Resulta sorprendente que el véneto chipileño no haya sido muy influido por el español, en comparación con cómo ha sido alterado en Italia por el italiano. Aunque el gobierno estatal no lo ha reconocido, por el número de hablantes, el dialecto véneto es una lengua minoritaria de inmigración en Puebla. Sin embargo, desde hace algunos años los chipileños están trabajando por el reconocimiento de su lengua con pláticas con el INAH y sobre todo con el trabajo cultural que realizan de manera constante.

- Sobre las lenguas ibéricas habladas en México, se tiene registro del uso del catalán, vasco y gallego. Los hablantes de estas lenguas son principalmente gente de edad avanzada que llegó a México a causa de la guerra civil española, y también estas lenguas son habladas en menor escala por algunos de sus hijos y nietos que ya son mexicanos de nacimiento y por nuevos migrantes españoles que han arribado al país en los últimos años. El catalán es el idioma ibérico (después del español) más hablado en México, según fuentes de la comunidad catalana estiman aproximadamente 12.000 hablantes que se concentran en México DF, Puebla, Quintana Roo, Baja California, Colima, Jalisco y Sinaloa, la segunda lengua ibérica es el vasco con 8.500 hablantes dispersos en el Distrito Federal, Estado de México, Nuevo León, Coahuila, Jalisco, Colima y Oaxaca, y la tercera el gallego con 6.000 hablantes dispersos principalmente en el Distrito Federal, Estado de México, Veracruz y Jalisco. Del bable y del extremeño, muchas de sus palabras se mantienen presentes en el léxico hablado por los mexicanos; muy en particular en las regiones Centro y Bajío.

- Por otra parte, se sabe de la presencia de comunidades importantes de hablantes del francés, alemán, italiano, ruso, portugués, árabe, hebreo, griego, sueco, rumano, chino, japonés, filipino y coreano, aunque el ILV no presenta datos que permitan exponer una cifra acerca de su peso en las estadísticas pero los estudios que se tienen también se estiman sobre la base de los datos que establecen estas comunidades así mismo como los de la secretaría de migración que también arroja datos aproximados. En la misma situación se encuentran muchos grupos indígenas no nativos de México y cuyas lenguas no fueron consideradas nacionales por la legislación del país (cosa que sí ocurrió, por ejemplo, con las lenguas de los refugiados guatemaltecos). En este caso está una importante comunidad de ecuatorianos y peruanos hablantes de quechua asentados en el Distrito Federal, Estado de México, Morelos y Puebla.

### Consecuencias deportivas
Hoy en día es común que los futbolistas y algunos otros deportistas se nacionalicen en los países en los que se les facilitan las oportunidades de su desarrollo profesional o entrenamiento, siendo también muy común que suceda en México, sobre todo con aquellos futbolistas argentinos, brasileños, paraguayos, uruguayos y chilenos; siendo en menor medida la nacionalización de futbolistas colombianos, ecuatorianos, peruanos y costarricenses.
En el béisbol, en su mayoría los que se han nacionalizado son cubanos, dominicanos, puertorriqueños, nicaragüenses y venezolanos.
En el boxeo, es común ver entrenar a filipinos, estadounidenses, nicaragüenses y japoneses radicados en el país.
Los deportistas cubanos que se han nacionalizado han destacado en multitud de deportes, desde el atletismo hasta el ajedrez.
Recientemente se ha identificado a una comunidad de atletas en su mayoría procedentes de Kenia, (algunos de ellos ya nacionalizados) que ha decidido establecerse en Toluca, por su condición estratégica de cercanía a la capital del país, su altitud, instalaciones deportivas y lugares de entrenamiento como las faldas del Nevado de Toluca, su concentración para entrenamiento es diario, por lo que se hace ya cotidiano verlos correr en esa zona.

## Otros aspectos

### Adopción de la nacionalidad mexicana
En cuanto a la adopción de la ciudadanía mexicana o la residencia permanente, se ve un ligero incremento entre muchos ciudadanos que llegaron como visitantes y que por diversas causas estos ciudadanos extranjeros mayores de 18 años solicitaron a las autoridades mexicanas la naturalización y adopción de una nueva identidad legal con los mismos derechos y obligaciones de los ciudadanos mexicanos. Algunos han renunciado a su antigua ciudadanía y otros se mantienen con una doble identidad binacional.
Entre las comunidades que más han solicitado la residencia permanente o naturalización y que tienen mayor interés de convertirse en mexicanos legalmente se encuentran los estadounidenses, europeos occidentales, sudamericanos, centroamericanos y asiáticos, en menor proporción doptan la ciudadanía mexicana los europeos orientales, caribeños, oceánicos y africanos, sin embargo; la mayoría de las comunidades se han mantenido dentro del territorio nacional como residentes temporales con permanencia indefinida legal o ilegal sin la búsqueda de una residencia permanente manteniéndose con el propósito de regresar a sus países de origen en algún momento.
Nacionalizarse mexicano, es una fenómeno distinto al que ocurre en los Estados Unidos, pero no muy diferente respecto a buscar oportunidades de emprender negocios y hacer en México una nueva oportunidad para vivir, la nacionalización de los hijos cuando nacen en otros países fuera de México procura la integración familiar en defensa de los derechos de los infantes, cuando los padres son deportados a México por condición ilegal, se busca que los hijos no queden separados de sus padres y se permite la nacionalización de los niños, también en estos casos los ocurridos en Medio Oriente, los padres mexicanos han reclamado la tutela legal de sus hijos que han nacido en Palestina, Israel, Líbano y Siria en medio de problemas bélicos. México ha buscado la protección de la madre mexicana cuando está sujeta a maltrato intrafamiliar en otros países o bien, en caso de divorcio con su pareja extranjera y no pierda la patria protestad de los hijos pudiendo regresar al territorio mexicano con sus hijos.
Existen diversas formas para obtener la naturalización:
- Haber residido en México más de dos años (para personas de origen iberoamericano) o cinco años (otros países) sin tener ningún antecedente penal.
- Pedir asilo político, en caso de persecución o amenaza en el país de origen.
- Estar casado legalmente con una persona de ciudadanía mexicana con residencia en México por dos años.
- Ser madre de un ciudadano mexicano o ciudadana mexicana.
- Tener ascendencia mexicana (hasta una tercera generación), en el caso de los infantes nacidos en Estados Unidos o en Canadá, con padres mexicanos en condición ilegal pueden solicitar la nacionalidad mexicana de sus hijos o la doble nacionalidad con proceso inmediato para no tener repatriaciones obligatorias sin consentimiento de los padres.
- Ser hijo de padre o madre naturalizados en México.

Una vez naturalizado, se adquieren derechos y obligaciones para poder conservar la identidad nacional, tal como lo establece la Constitución Política de los Estados Unidos Mexicanos. El incumplimiento de lo dispuesto por la ley, puede llevar a que se pierda la ciudadanía y hacerse expulsar del país o la detención por algún delito, si el caso lo amerita.

## Otras consecuencias sobre la inmigración en México

### Clandestinidad descontrolada
En México se han dado otros fenómenos sociales que obligan a los extranjeros a internarse en este país de manera ilegal sin ser un caso generalizado, por ejemplo; el tráfico de centroamericanos, sudamericanos, asiáticos y caribeños con la intención de llegar a los Estados Unidos, el trato de blancas para animación nocturna con jóvenes del Caribe, Sudamérica o Europa Oriental, la explotación laboral de población extranjera flotante en campos de cultivo y zonas turísticas. Debido al alto grado de corrupción y de impunidad, instituciones como la ONU, Derechos Humanos, Interpol, CEPAL, entre otras, están pendientes de todo lo ocurrido en el territorio mexicano en materia de migración y violación al libre tránsito como un derecho.
En la lucha por llegar a los Estados Unidos, miles de inmigrantes con situación ilegal exponen sus vidas al intentar cruzar sin papeles por el territorio mexicano, de mil inmigrantes ilegales que cruzan por las fronteras mexicano-estadounidenses, según el Instituto Nacional de Inmigración, 400 de ellos no son mexicanos, la mayoría proceden de países centroamericanos.[cita requerida]

### Transmigración ilegal

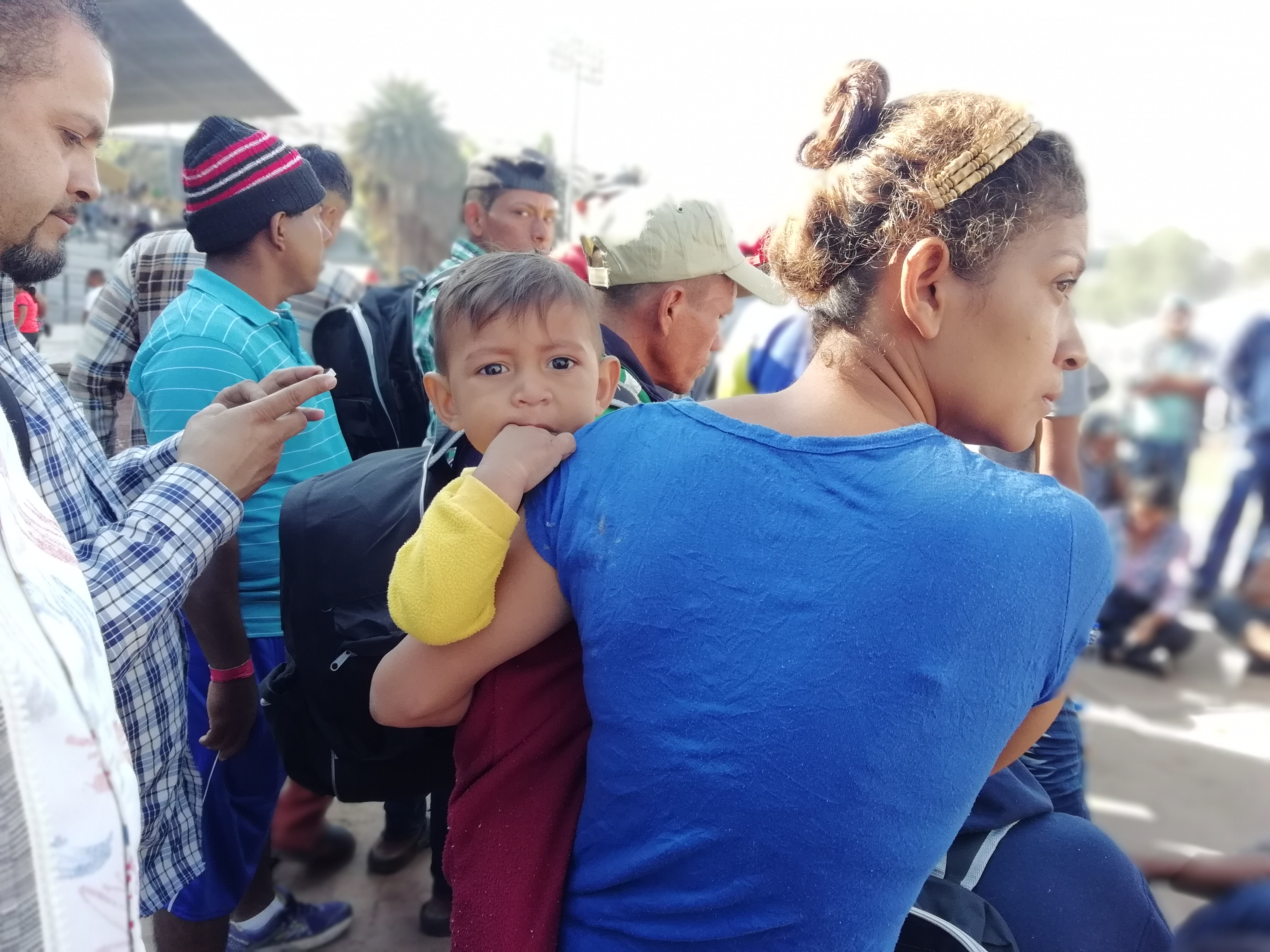
Caravanas de inmigrantes centroamericanos en la Ciudad de México.

La gran mayoría de los inmigrantes sin papeles que cruzan por México proceden de Guatemala, El Salvador, Honduras, Nicaragua, Cuba, Ecuador, Colombia, Brasil, Venezuela, Perú, Haití, Bulgaria, Rumanía, Corea del Sur, China, India, Filipinas, Vietnam, Indonesia, Palestina e Irak, no se tiene registro oficial de ingreso al país, no forman parte de las estadísticas debido a su ilegalidad y una permanencia temporal indefinida dentro del territorio nacional a diferencia de los inmigrantes estadounidenses y europeos que si legalizan con regularidad su estancia en suelo mexicano. A través de Instituto Nacional de Migración se estima que 450,000 indocumentados ingresan a México anualmente, aunque en los dos últimos años redujo el nivel de ingresos ilegales a 300,000 indocumentados aproximadamente. Muchos indocumentados no argumentan que solo la inseguridad frustra el sueño americano, también han decidido no emigrar por la crisis laboral que enfrenta los Estados Unidos y las medidas que ha tomado este país en varios estados con los inmigrantes.[cita requerida]
México ha implementado políticas de repatriación con los inmigrantes, así también la deportación obligatoria de ciudadanos que cruzan ilegalmente por el territorio nacional. El fenómeno de transmigración es ya un descontrol en todo el territorio nacional, el número de inmigrantes se estima que triplica en estadísticas a la inmigración legal, entre la deportación de extranjeros tuvieron un ingreso por la frontera con Guatemala y Belice, vía aérea simulando ser turistas, y que además entran en contacto con las mafias del tráfico de personas que operan en México y sus países de origen.
Los cubanos son introducidos ilegalmente a través de las costas de Quintana Roo o Yucatán y transportados por varios días hasta llegar a la frontera con los Estados Unidos. Las redes criminales operan tanto en México como en Cuba y Estados Unidos al realizarse el tráfico ilegal de la transportación con documentos falsos o sin papeles.

### Consecuencias en el crimen organizado
Florence Cassez Crepin es una ciudadana francesa que fue condenada en 2007 a 60 años de prisión y recluida en el Centro de Readaptación Femenil de Tepepan —al sur de la Ciudad de México— por los delitos de secuestro, delincuencia organizada y posesión ilegal de armas de fuego de uso exclusivo del Ejército. Su condena y su posible extradición a su país de origen crearon un severo conflicto diplomático entre México y Francia llevando al cierre de las actividades culturales denominadas El año de México en Francia. En 2013 la Suprema Corte de Justicia de la Nación decidió concederle un amparo y liberarla por irregularidades en su detención, tras lo que Cassez regresó a Francia.
La Masacre de San Fernando, fue un crimen cometido por Los_Zetas entre el 22 y 23 de agosto de 2010, en el ejido El Huizachal, en el municipio de San Fernando, en Tamaulipas, México. Los 72 ejecutados, 58 hombres y 14 mujeres, fueron en su mayoría inmigrantes provenientes de Centro y Sudamérica, asesinados por la espalda, para posteriormente ser apilados y puestos a la intemperie. Las primeras investigaciones señalan que fueron asesinados porque luego de ser secuestrados, no pagaron el dinero que les exigían para dejarlos libres y también se negaron a formar parte del grupo criminal. Para el 8 de octubre de 2010, se habían reconocido 50 de los 72 cuerpos, 21 hondureños, 14 salvadoreños, 10 guatemaltecos, un ecuatoriano, y 4 brasileños.
Un ciudadano ecuatoriano, quien denunció el hecho ante las autoridades cercanas, había sido reconocido como el único sobreviviente de la matanza, aunque el día 1 de septiembre fue revelada la existencia de otro testigo hondureño, y cuatro días después, otro de nacionalidad salvadoreña, aunque las autoridades mexicanas aseveran que no existe evidencia de que fue testigo de los hechos.
El crimen organizado no solo integra a sus hechos delictivos a ciudadanos mexicanos, también hay un número considerable de ciudadanos extranjeros que han sido reclutados de manera voluntaria u obligatoria por su ingreso ilegal al país, muchos son víctimas pero otros son delincuentes que formaron parte de las maras; el párroco oaxaqueño Solalinde Guerra ha denunciado a las autoridades mexicanas el secuestro de ciudadanos indocumentados que son integrados a las filas de la delincuencia organizada.

### Maltrato a inmigrantes en México

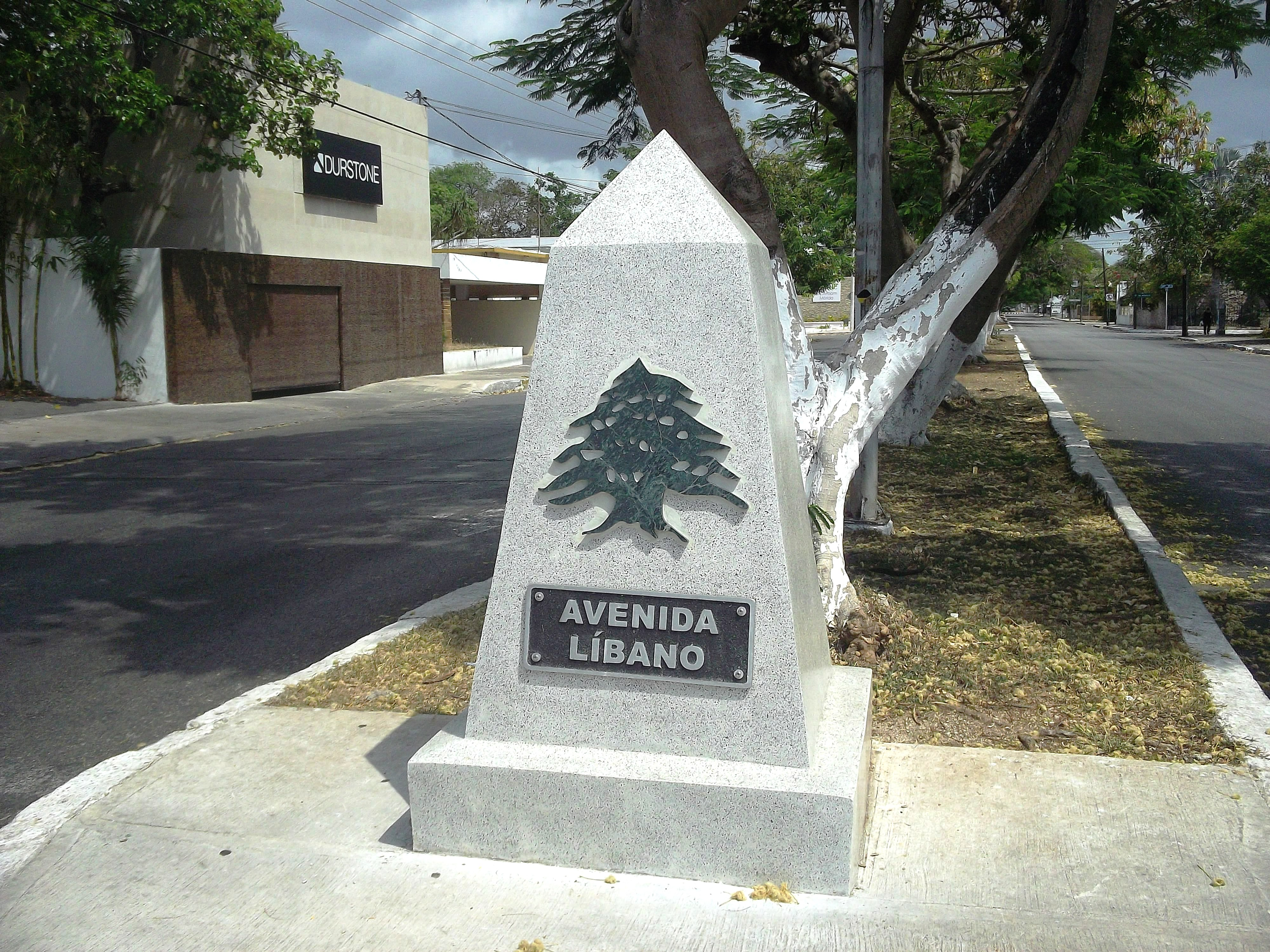
Avenida Líbano en Mérida, Yucatán

La ONU, Amnistía Internacional y otras instancias públicas y privadas mexicanas e internacionales han emitido diversos informes sobre los diferentes maltratos, asesinatos, secuestros y violaciones de que son objeto los inmigrantes en México, en especial los de origen latinoamericano y asiático. El último reporte de la ONU exhortaba a las autoridades a “que siga(n) tomando las medidas adecuadas para mejorar las condiciones de internamiento en centros de detención de inmigrantes, de conformidad con las normas internacionales, e investigue(n) las denuncias de abuso y tratos degradantes cometidos por funcionarios públicos, para sancionar a los responsables”. El maltrato proviene a menudo también del crimen organizado, que obtiene fondos del secuestro de inmigrantes: 11,333 migrantes fueron secuestrados en México sólo en 2010 según la Comisión Nacional de Derechos Humanos de México, y se cuentan por miles los asesinatos y violaciones contra ellos. La mayoría de las víctimas de los secuestradores en México, eran mayoritariamente mexicanos, pero entre las víctimas extranjeras se encontraban empresarios.
Previo a la Ley de Migración publicada en el Diario Oficial de la Federación el 25 de mayo de 2011, la inmigración en México se encontraba regulada por la Ley General de Población de 1974, la cual era muy restrictiva. Debido al interés de mejorar su imagen especialmente ante Estados Unidos, y en atención a las demandas de la sociedad civil exigiendo proteger a los inmigrantes indocumentados de la violencia a la que son sujetos en el país, México reformó su legislación migratoria en el 2011. Con la Ley de Migración de 2011 se reforman, derogan y adicionan diversas disposiciones de la Ley General de Población, del Código Penal Federal, del Código Federal de Procedimientos Penales, de la Ley Federal contra la Delincuencia Organizada, de la Ley de la Policía Federal, de la Ley de Asociaciones Religiosas y Culto Público, de la Ley de Inversión Extranjera, y de la Ley General de Turismo. Esta nueva ley despenaliza la inmigración ilegal a México, que según la antigua ley podía penalizarse hasta con diez años de prisión en caso de reincidencia. 
Con la Ley de Migración de 2011, se establece que independientemente de la situación migratoria de un individuo que salga, transite o llegue a un territorio distinto al del Estado del que sea residente, tendrá derecho de libre tránsito, con las limitaciones establecidas en legislación mexicana; tendrá acceso a los servicios educativos, servicios de atención médica y caso de emergencias para preservar su vida dicha atención será gratuita, de igual forma podrán realizar cualquiera de los actos del estado civil tales como matrimonio, nacimiento, reconocimiento de hijos, divorcio y a la expedición de las actas correspondientes; tendrán derecho a preservar la unidad de su familia, derecho a la procuración e impartición de justicia, así como presentar quejas en materia de derechos humanos, derecho al reconocimiento de su personalidad jurídica y a que se les proporcione por parte de las autoridades la información respecto de sus derechos y obligaciones como migrantes, los requisitos para su admisión y permanencia en México, tendrán derecho a solicitar se le reconozca como refugiado, a que en su caso se le proporcione protección complementaria, asilo político o la determinación de apátrida, a que se le designe un traductor o intérprete cuando desconozcan el español y manifestarse por escrito cuando padezca de sordera.
Según el artículo 70 del Reglamento de la Ley de Migración—publicado el 28 de septiembre del 2012 en el Diario Oficial— y el artículo 81 de la Ley, la Policía Federal "solo actuará a solicitud expresa del Instituto [Nacional de Migración], sin que ello implique que puedan realizar de forma independiente funciones de control, verificación, y revisión migratoria." Según el artículo 76 de la Ley "El Instituto no podrá realizar visitas de verificación migratoria en los lugares donde se
encuentre migrantes albergados por organizaciones de la sociedad civil o personas que realicen actos humanitarios, de asistencia o de protección a los migrantes."
El paso de inmigrantes centroamericanos por México ha sensibilizado a diversos sectores de la población y es por esto que se han creado diversas organizaciones civiles en pro del inmigrante, éstas se dedican a ofrecer alimento, alojamiento temporal, atención médica, ropa, ayuda psicológica y apoyo jurídico.
Ejemplos de este tipo de organizaciones son Hermanos en el Camino, institución religiosa de asistencia humanitaria integral ubicada en la ciudad de Ixtepec en el estado de Oaxaca. Las Patronas son un grupo de 14 mujeres veracruzanas que desde 1993 se han dedicado todos los días a preparar alimentos que después reparten en bolsas de plástico para los inmigrantes que viajan en tren rumbo a Estados Unidos, en 2013 fueron reconocidas con el Premio de Derechos Humanos.